# Boeing 747
Il Boeing 747, spesso chiamato con il suo soprannome originale Jumbo Jet o Queen of the Skies (dall'inglese: Regina dei cieli), è un aereo a fusoliera larga (in inglese: wide body) quadrigetto progettato da Joe Sutter, utilizzato come aereo di linea e da trasporto. Costruito dalla divisione aerei commerciali della Boeing negli Stati Uniti d'America, nella sua versione originale era grande due volte e mezzo il Boeing 707, uno dei più grandi velivoli civili degli anni sessanta. Inaugurati i voli commerciali nel 1970, il 747 ha mantenuto per 37 anni il record mondiale di capacità di passeggeri trasportati. Il suo nome viene comunemente pronunciato come seven four seven o seven forty seven.
Il 747 adotta una configurazione a doppio ponte per parte della sua lunghezza. È disponibile in versione passeggeri e da trasporto merci, più altre personalizzate. La Boeing progettò il ponte superiore a forma di "gobba" per utilizzarlo come salottino per i passeggeri di prima classe; in un secondo momento, il vano fu sfruttato per dare spazio a posti supplementari e per consentire all'aereo una facile trasformazione da passeggeri a cargo, mediante la rimozione dei posti a sedere e l'installazione di un portellone di carico nel muso.
La Boeing utilizzò questa soluzione in quanto, all'epoca della ideazione del modello, si pensava che gli aerei di linea supersonici, il cui sviluppo venne annunciato agli inizi degli anni sessanta, avrebbero reso il 747 e altri aerei di linea subsonici obsoleti, mentre la richiesta di aeroplani per il trasporto merci si riteneva si sarebbe mantenuta solida nel futuro. In particolare, per quanto riguarda il 747, si prevedeva che divenisse obsoleto dopo la vendita di 400 esemplari. La realtà smentì le previsioni dei critici quando venne messo in produzione l'esemplare numero 1 000 nel 1993. Ad agosto 2017, sono stati prodotti 1 533 Boeing 747 e risultano ordinati altri 3 esemplari della variante 747-8I e 17 esemplari della variante 747-8F.
Il 747-400 è la versione passeggeri più diffusa in servizio ed è tra gli aerei di linea più veloci, potendo viaggiare in crociera a Mach 0,85–0,855, pari a circa 1055 km/h. Nel 1991 un 747-100 cargo, durante una manovra errata, ha toccato 0,98 Mach. Questo aereo ha un'autonomia intercontinentale di 13 450 km. La versione passeggeri del 747-400 può imbarcare 416 passeggeri in una tipica suddivisione in tre classi, o 524 passeggeri in configurazione standard a due classi, o 660 passeggeri nell'allestimento a classe unica. La più recente versione dell'aereo, la 747-8, ha ricevuto la certificazione nel 2011. Le consegne del 747-8F freighter (trasporto merci, in inglese) al cliente di lancio, la Cargolux, sono iniziate nell'ottobre 2011; le consegne della versione 747-8I passeggeri al primo cliente, la Lufthansa, sono iniziate nel maggio 2012. La Boeing sostituirà il 747 con il Boeing Y3 nel quadro del Boeing Yellowstone Project.
Il Boeing 747 stabilì un record mondiale quando un esemplare della El Al, nel corso dell'operazione Salomone il 24 maggio 1991, imbarcò 1122 passeggeri per condurli in Israele: 1087 passeggeri erano registrati, ma dozzine di bambini si nascosero tra i vestiti delle madri. Due bambini nacquero durante il volo.

## Storia del progetto

### Antefatti
Nel 1963 l'United States Air Force (USAF) avviò una serie di progetti di studio per poter disporre di un aereo da trasporto strategico di grandi dimensioni. Sebbene la forza armata statunitense stesse facendo entrare in servizio il Lockheed C-141 Starlifter, si riteneva che ci fosse bisogno di acquisire un aereo più grande e capiente, in grado di trasportare i carichi di grandi dimensioni che non sarebbero entrati nei velivoli allora esistenti. Questi studi su consiglio dell'aviatore portarono nel marzo 1964 alla emissione di un requisito iniziale dal nome CX-Heavy Logistics System (CX-HLS) per un aereo con una capacità di carico di 81 600 kg (180.000 libbre), una velocità di Mach 0,75 (805 km/h), un'autonomia di 9 260 km (5 000 miglia nautiche) e un carico utile di 52 200 kg (115.000 libbre). Il vano di carico avrebbe dovuto essere largo 5,18 m (17 piedi), alto 4,11 m (13,5 piedi) e lungo 30,5 m (100 piedi), con accesso da porte dal lato frontale e posteriore.
I motori, essendo solo quattro per carichi di tale portata, dovettero essere pensati da zero con una particolare attenzione per il consumo di carburante. Il 18 maggio 1964 Boeing, Douglas, General Dynamics, Lockheed e Martin Marietta presentarono i rispettivi concept per la cellula mentre General Electric, Curtiss-Wright e Pratt & Whitney fecero altrettanto con i motori. Dopo una prima scrematura, l'USAF autorizzò a portare avanti i progetti a Boeing, Douglas, Lockheed, General Electric e Pratt & Whitney.
Dal momento che il CX-HLS prevedeva un sistema di carico anche frontale oltre al classico sistema posteriore, si sarebbe dovuta sistemare una porta anche nel muso dell'aereo. Boeing, Douglas e Lockheed risolsero tutte e tre il problema spostando la cabina di pilotaggio sopra l'area di carico; la Douglas aveva pensato a una struttura simile a un pod appena davanti e sopra l'ala, la Lockheed ipotizzò una sorta di ponte passeggeri lungo tutta la parte superiore dell'aereo "bucata" dai longheroni delle ali mentre la Boeing introdusse una via di mezzo tra queste due soluzioni, disegnando un pod che andasse dal "naso" dell'aereo fino a dietro le ali. Nel 1965 la Lockheed venne selezionata per condurre ulteriori sviluppi del progetto mentre il motore della General Electric venne adattato al nuovo C-5 Galaxy, all'epoca l'aereo militare più grande del mondo.
La Boeing utilizzò le idee della porta frontale e della cabina di pilotaggio "sospesa" anche per impostare il design del futuro 747.

### Proposta per le compagnie di linea

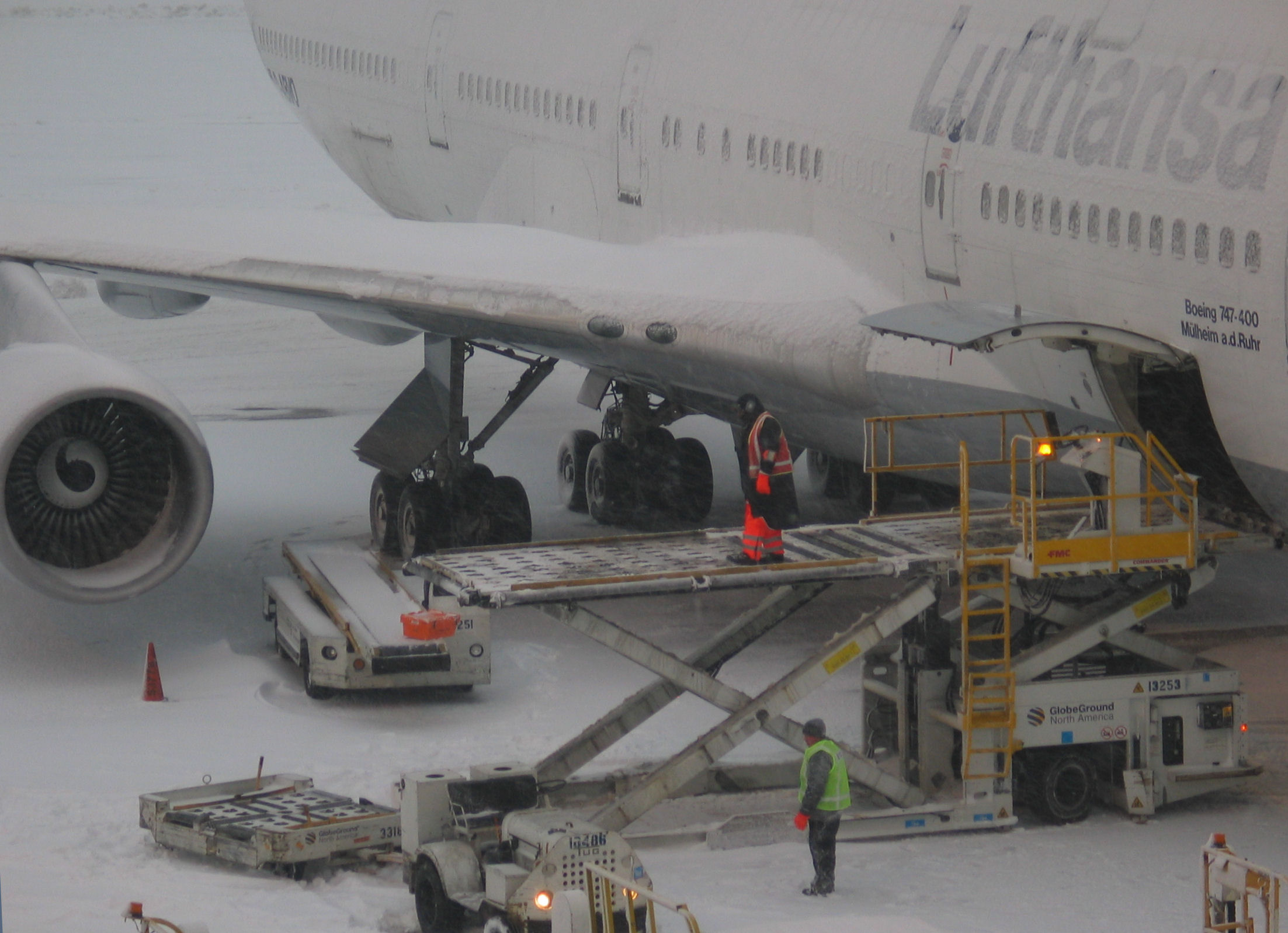
Un Boeing 747-400 della Lufthansa durante le operazioni di carico sotto la neve di Boston.

Il 747 venne concepito durante l'incremento del traffico aereo verificatosi negli anni sessanta e rivoluzionato dalla grande popolarità acquisita dal Boeing 707 e dal Douglas DC-8 Già prima dell'estromissione dal programma CX-HLS la Boeing, pressata dal presidente della Pan American World Airways Juan Trippe, aveva iniziato a pensare a un aereo grande almeno il doppio del 707, conscia anche del fatto che gli aerei erano quasi tutti congestionati dal grande numero di passeggeri.
Nel 1965 Joe Sutter venne trasferito dal team di progettazione del 737 a un nuovo progetto, già chiamato 747 iniziando subito a impostare un nuovo design in collaborazione con la Pan Am e altre compagnie aeree pensando in un primo momento a un aereo da trasporto supersonico e in grado di essere venduto come aereo da trasporto merci qualora il traffico aereo umano fosse andato declinando.
Nell'aprile 1966 la Pan Am ordinò venticinque 747-100 per un totale di 525 milioni di dollari nel corso di una cerimonia pubblica a Seattle per festeggiare l'evento, durante il quale Trippe affermò, in accordo col capo del progetto del 747 Malcolm T. Stamper, che l'aereo sarebbe diventato «una grande arma per la pace, in competizione con i missili balistici intercontinentali per segnare il destino dell'umanità.» In qualità di primo cliente e dato il suo grande coinvolgimento nel progetto 747 ancora prima di piazzare un ordine, la Pan Am fu in grado di influenzare il design e lo sviluppo del 747 più di quanto non avesse mai fatto un'altra compagnia fino a quel momento.

### La messa a punto del progetto
In quel periodo era molto diffusa l'idea che il 747 sarebbe poi stato rimpiazzato con un aereo supersonico (SST, Supersonic Transport). Con una grande intuizione, la Boeing realizzò il 747 in modo che potesse essere facilmente convertito in un aereo da trasporto merci: l'industria di Seattle immaginò che se e quando le vendite delle versioni passeggeri fossero diminuite, l'aereo sarebbe potuto rimanere in produzione in versione cargo. La cabina di pilotaggio venne sistemata nel ponte superiore in modo da poter sfruttare il cono del muso per installare un portello di carico.
L'aereo civile supersonico, il Concorde e il mai prodotto Boeing 2707, non raggiunse mai le aspettative richieste sia per la sopraggiunta crisi petrolifera degli anni settanta (i costi del carburante e di manutenzione erano troppo elevati) sia perché c'erano diverse difficoltà nell'uso di questo tipo di velivolo a causa delle regolamentazioni per i voli supersonici.

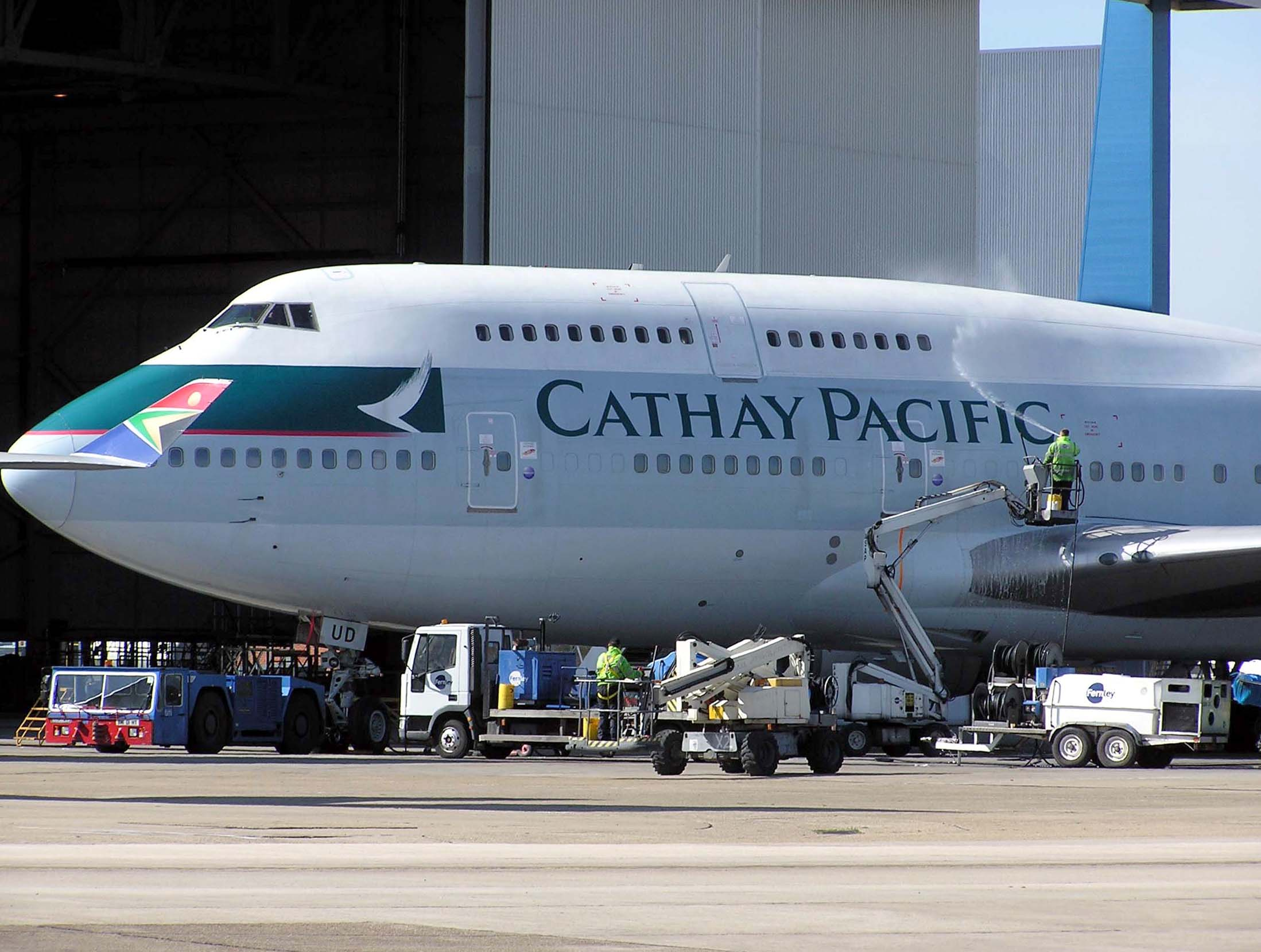
Un 747 della Cathay Pacific con il ponte superiore allestito per ospitare altri posti a sedere.

I critici calcolarono che il 747 sarebbe diventato obsoleto dopo circa 400 unità vendute: dovettero ricredersi quando la produzione superò i mille esemplari nel 1993. Il previsto calo delle vendite della versione civile in favore di quella cargo è avvenuta soltanto nei primi anni del 2000, circa 20 anni dopo le aspettative.
Il progetto originale si basò su una fusoliera con doppio ponte per tutta la lunghezza con i passeggeri disposti in righe di otto posti con due corridoi sul ponte inferiore e disposti per sette, sempre con due corridoi, sul ponte superiore. Questa disposizione venne però scartata agli inizi del 1966 a causa di preoccupazioni relative al rispetto dei requisiti per i percorsi di evacuazione e per i limiti che sarebbero derivati alla capacità di trasporto merci. Venne preferito un progetto con un ponte unico più largo. La cabina di pilotaggio fu perciò, messa su un ponte superiore accorciato di modo che fosse possibile prevedere una porta frontale per il carico delle merci; questa caratteristica di progetto produsse "il rigonfiamento" particolare di tutti i 747. Nei primi modelli non era chiaro cosa fare con il piccolo spazio che si veniva a creare dietro la cabina di pilotaggio e inizialmente si pensò a un "salottino" per i passeggeri da organizzare senza posti a sedere permanenti.

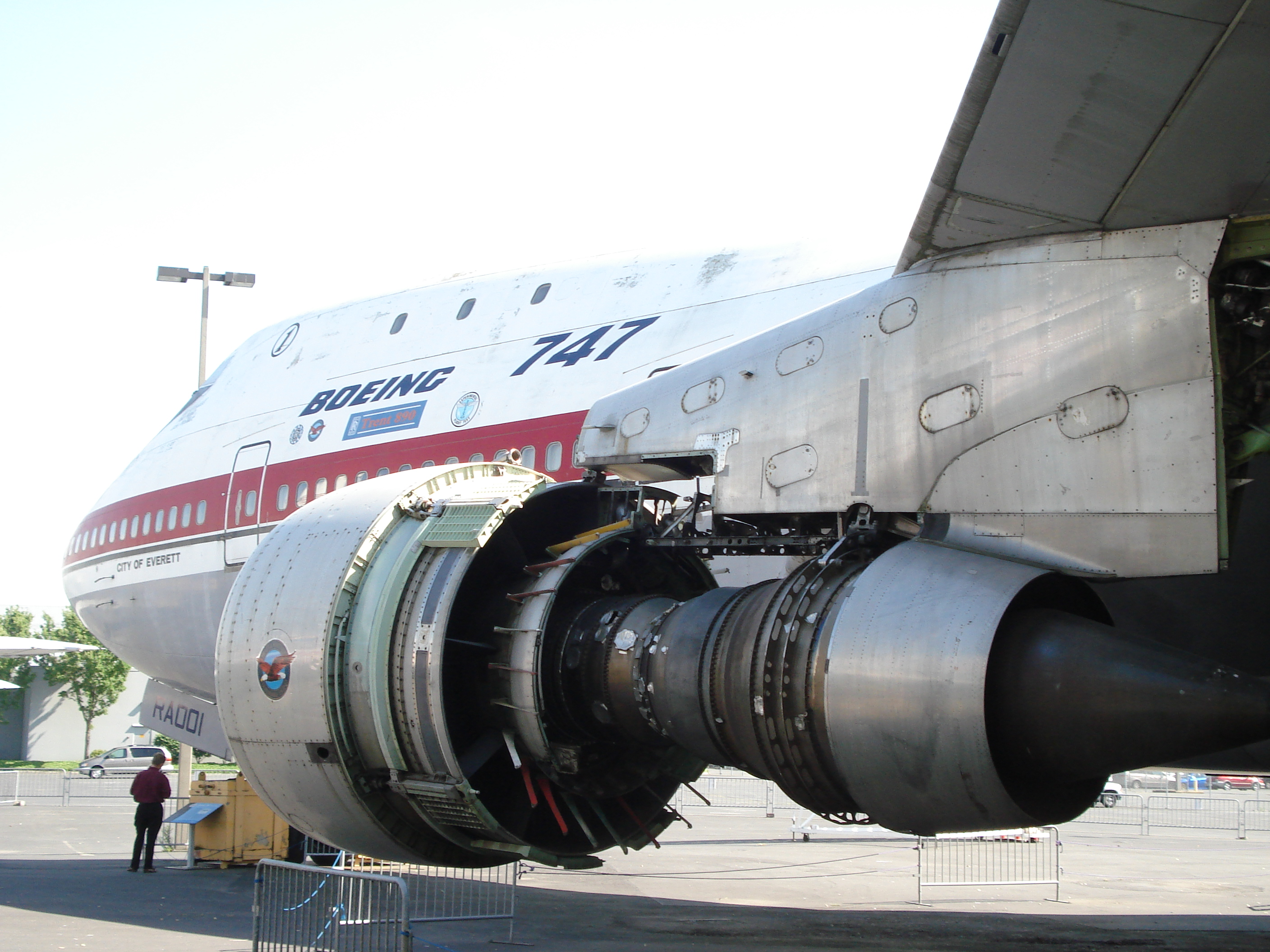
Il motore turboventola ad alto rapporto di bypass Pratt & Whitney JT9D sviluppato per i 747-100; parte del rivestimento della gondola è stato rimosso per consentirne l'osservazione.

Una delle tecnologie principali che permisero di concepire un aereo grande come i 747 fu quella dei motori turboventola ad alto rapporto di diluizione. La tecnologia dei motori a getto si pensava fosse in grado di generare una potenza doppia rispetto a quella dei primi turbogetti, consumando un terzo meno di combustibile, ma la General Electric, che era all'avanguardia in questa tecnologia, era impegnata a sviluppare il motore per il C-5 Galaxy militare e non si cimentò con questa soluzione pensata per il mercato civile se non più tardi. La concorrente ditta di motori Pratt & Whitney lavorava anch'essa allo stesso principio e, prima della fine del 1966, Boeing, Pan Am e Pratt & Whitney si accordarono per sviluppare un nuovo motore, denominato JT9D, con il quale equipaggiare i 747.
Il progetto adottò una nuova metodologia d'analisi chiamata analisi dell'albero di guasti (fault tree analysis in inglese), che permise di determinare come gli effetti di un guasto su una sola parte si ripercuotessero sugli altri sistemi. Per soddisfare i requisiti di sicurezza e certificazione per il volo, il progetto del 747 fece ricorso a logiche di ridondanza per le strutture e gli impianti idraulici, a un quadruplo carrello di atterraggio principale e a superfici di controllo doppie In aggiunta, vennero impiegati alcuni dei più avanzati ipersostentatori per permettere al velivolo di operare dagli aeroporti esistenti. Tra questi dispositivi aerodinamici innovativi, furono compresi degli ipersostentatori disposti sul bordo d'attacco per quasi tutta la lunghezza dell'ala e un complesso sistema di flap, suddiviso in tre parti, e disposto sul bordo d'uscita. Il sistema di flap suddiviso in tre parti, aumentava la superficie alare del 21% e incrementava la portanza del 90% rispetto all'ala con flap retratti.
La Pratt & Whitney sviluppò un motore turboventola con alto bypass, il JT9D, che inizialmente era destinato solo al 747. Inizialmente vi furono comunque dei problemi: il loro peso faceva ovalizzare i condotti delle gondole montate a sbalzo sotto l'ala, provocando una perdita di pressione sopra e sotto e uno strisciamento laterale delle pale delle grosse ventole: questo comportava una notevole perdita di spinta che li costringeva a lente salite, tanto che i primi 747 che decollavano da Roma per New York dovevano essere instradati via Ajaccio-Genova-Torino per permettergli di raggiungere una quota di sicurezza sufficiente per varcare le Alpi.
Le ali erano a freccia, con un insolito angolo di 37 gradi: questo perché si scelse di minimizzare l'apertura alare per permettere il ricovero negli hangar esistenti.
La Boeing accettò di consegnare i primi 747 alla Pan Am entro la fine del 1969. La data di consegna concordata lasciava quindi 28 mesi di tempo per progettare l'aereo, il che rappresentava due terzi del tempo normale impiegato solitamente all'epoca. Il programma fu quindi impostato con scadenze talmente ravvicinate che le persone che vi lavoravano vennero soprannominate "Gli Incredibili". Lo sviluppo dell'aereo fu una tale sfida tecnica e finanziaria che si disse che la direzione dell'azienda "scommetteva la Compagnia" quando iniziò il progetto.

### Lo stabilimento di produzione

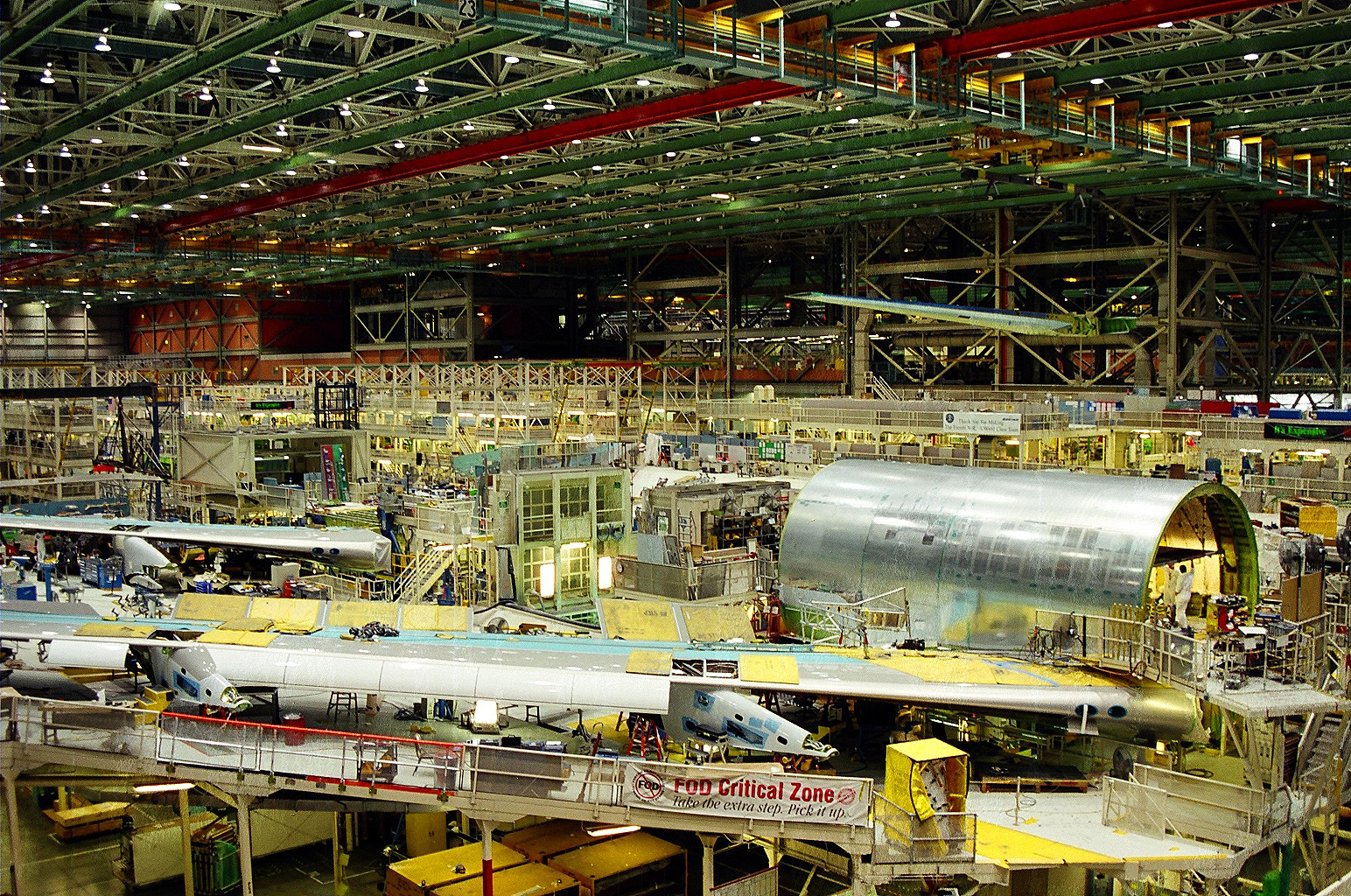
Assemblaggio finale del 747 presso lo stabilimento Boeing di Everett

La Boeing non aveva uno stabilimento grande abbastanza per l'assemblaggio del gigantesco aereo di linea: venne quindi deciso di costruirne uno nuovo. La compagnia prese in considerazione diversi siti in circa 50 città; al termine dell'analisi venne deciso di costruire il nuovo impianto in un'area di 780 acri (ca.3.156.550 mq) posta a 30 miglia (48 chilometri) a nord di Seattle, al confine con una base militare a Paine Field, vicino a Everett, nello stato di Washington. Il sito venne comprato nel giugno 1966.
Sviluppare il 747 era una grande sfida, e costruire l'edificio dove assemblarlo fu anch'essa un'impresa enorme. Il presidente della Boeing William M. Allen chiese a Malcolm T. Stamper, in seguito divenuto il capo divisione motori a turbina della compagnia, di sovraintedere alla costruzione del nuovo stabilimento di Everett in costruzione e di avviare la produzione dei 747. Per livellare il sito, vennero movimentati più di 3,1  milioni  di m³ di terra. Il tempo a disposizione per costruire lo stabilimento fu così poco che il primo modello a scala naturale (mockup) di 747 fu costruito prima che il tetto del capannone che doveva ospitarlo fosse finito. La fabbrica ha il più grande edificio in termini di volume mai costruito al mondo ed è stata ulteriormente ampliata diverse volte nel tempo, al fine di consentire la costruzione di altri modelli di jet commerciali Boeing del tipo a fusoliera larga.

### Sviluppo e prove sui prototipi
Prima che il primo 747 fosse completamente assemblato, si iniziarono le prove su molti componenti e sistemi. Una verifica importante consisteva nell'effettuare l'evacuazione di 560 volontari da un modello di cabina delle stesse dimensioni di quelle dell'aereo, utilizzando gli scivoli di emergenza. La prima simulazione di evacuazione causò parecchi feriti tra i volontari e richiese due minuti e mezzo per essere completata, invece del massimo dei 90 secondi che imponeva la Federal Aviation Administration (FAA), l'agenzia del Dipartimento dei Trasporti statunitense che sovrintende alla sicurezza dell'aviazione civile. Successive evacuazioni di prova riuscirono a concludersi nei 90 secondi previsti, ma causarono ancora più feriti. La più problematica si rivelò essere l'evacuazione dal ponte superiore dell'aereo; invece di usare uno scivolo d'emergenza convenzionale, ai volontari si richiedeva di abbandonare l'aereo utilizzando una cintura di sicurezza attaccata a una carrucola. Tra le prove necessarie per un aereo così grande, venne inclusa anche quella di rullaggio su pista. La Boeing costruì un insolito simulatore conosciuto come "Waddell's Wagon" (letteralmente "Il vagone di Waddell"), dal nome del pilota sperimentale Jack Waddell. Questo consisteva in una riproduzione della cabina di pilotaggio dell'aereo montata sul tetto di un autocarro: in questo modo, nel mentre i veri aerei venivano costruiti, si potevano già addestrare i piloti facendoli esercitare alle manovre di rullaggio da una posizione che simulava l'altezza del ponte superiore.

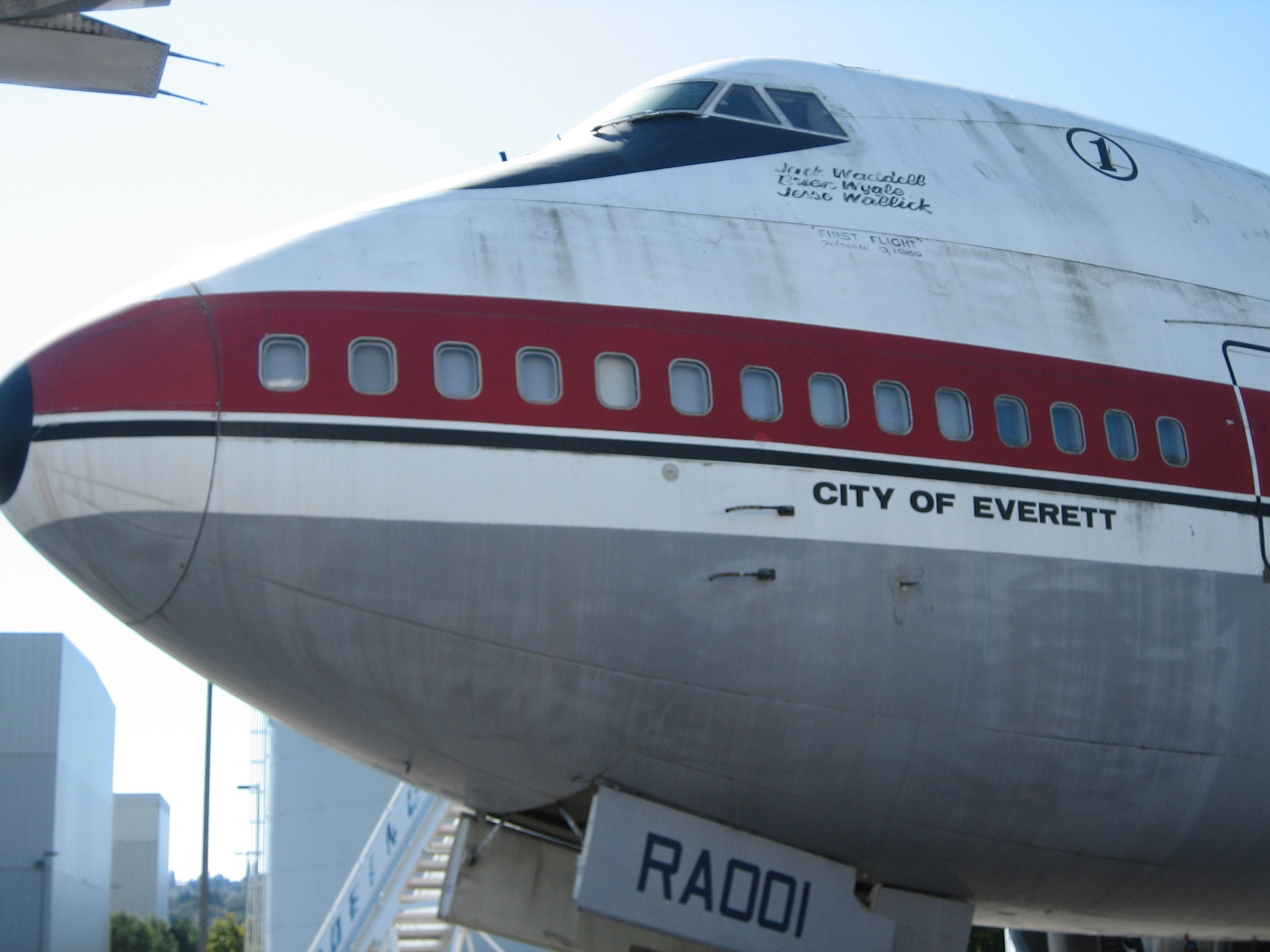
Il primo prototipo di 747, il City of Everett, esposto al museo del volo di Seattle nello stato di Washington

Il 30 settembre 1968, avvenne la cerimonia del "roll out", la prima esposizione in pubblico del 747. L'aereo venne presentato a Everett nel nuovo stabilimento alla stampa mondiale e ai rappresentanti delle 26 compagnie aeree che avevano ordinato l'aereo di linea. Nei mesi seguenti, vennero ultimate le prove prima del primo volo che avvenne il 9 febbraio 1969. Ai comandi erano i piloti collaudatori Jack Waddell e Brien Wygle e Jess Wallick alla postazione di ingegnere di bordo. Malgrado un problema minore con uno dei flap, il volo confermò che il 747 si pilotava estremamente bene. Si verificò che il progetto era ampiamente immune al "Dutch roll", un fenomeno di volo nel quale l'aeromobile inizia a imbardare e rollare simultaneamente in direzioni opposte, che costituiva un importante pericolo per i primi jet con ala a freccia.
Durante le fasi successive del programma di prove in volo, le verifiche sul flutter evidenziarono che le ali in determinate condizioni erano soggette a oscillazioni. Questo problema fu parzialmente risolto riducendo la rigidità di alcune componenti dell'ala, ma un tipo particolare di flutter ad alta velocità fu risolto solo inserendo contrappesi di uranio impoverito nelle gondole dei motori esterni dei primi 747. Questo accorgimento causò preoccupazione quando qualcuno di questi aerei venne distrutto in incidenti, come per esempio nel caso del Volo China Airlines 358 caduto poco dopo il decollo dall'aeroporto di Taipei-Taoyuan di Taipei nel 1991 e nel Volo El Al 1862 ad Amsterdam nel 1992.

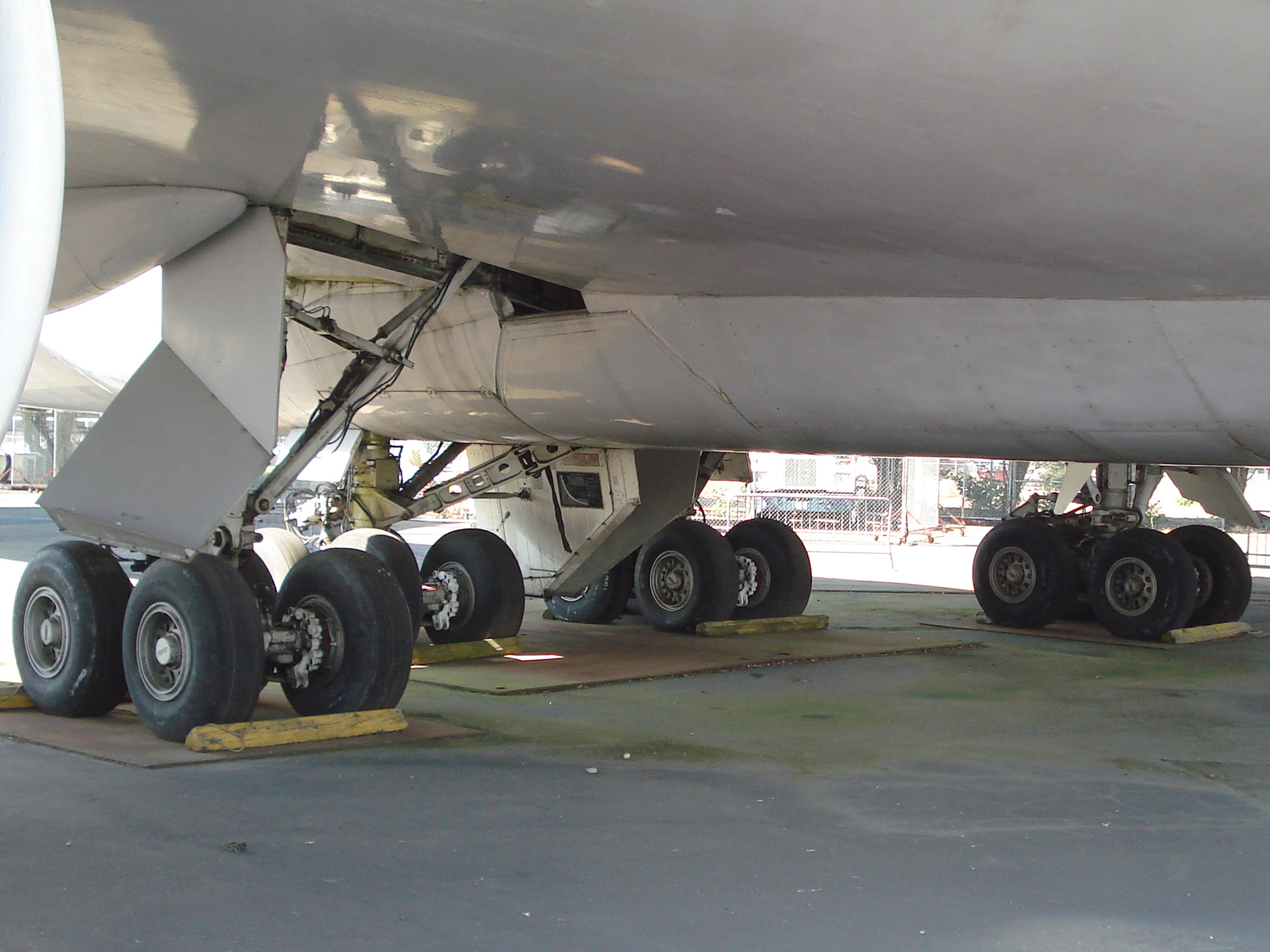
Vista di dettaglio dei 4 carrelli di atterraggio principali del prototipo di 747 per un totale di 16 ruote

Il programma di prove di volo fu ostacolato da problemi con i motori JT9D. Le difficoltà inclusero stalli ai motori causati da movimenti rapidi delle manette e deformazioni dei rivestimenti delle turbine dopo poco tempo di funzionamento. I problemi ritardarono le consegne dei 747 di parecchi mesi e lasciarono fino a 20 aerei fermi nella fabbrica di Everett in attesa dell'installazione dei motori. Il programma fu ulteriormente ritardato quando uno dei cinque aerei di prova si danneggiò seriamente durante un tentativo di atterraggio al Aeroporto Municipale di Renton, dove ha sede lo stabilimento Boeing di Renton. Il 13 dicembre 1969 l'aereo di prova era stato inviato presso quella fabbrica per togliere la strumentazione di prova e arredare la cabina passeggeri, quando il pilota Ralph C. Cokely finì fuori dalla pista rivelatasi troppo corta. Il carrello destro esterno del 747 venne divelto e furono danneggiate due gondole motore. Questo incidente non impedì alla Boeing di prendere un altro degli aerei di prova e inviarlo al 28º salone internazionale dell'aeronautica e dello spazio di Parigi-Le Bourget a metà del 1969, dove fu esposto al pubblico per la prima volta.
Il 747 ottenne la certificazione d'idoneità al volo FAA nel dicembre 1969. Le spese enormi affrontate per sviluppare il 747 e costruire lo stabilimento a Everett costrinsero la Boeing a chiedere dei forti prestiti a un consorzio di banche. Durante gli ultimi mesi prima della consegna del primo aereo, la compagnia dovette ripetutamente richiedere finanziamenti supplementari per poter completare il progetto: se fossero stati rifiutati, la sopravvivenza della Boeing sarebbe stata in pericolo. Alla fine, il rischio corso diede i suoi frutti, e la Boeing ottenne e mantenne per molti anni il monopolio nella produzione di aerei passeggeri di grandi dimensioni.

## Tecnica

### Descrizione

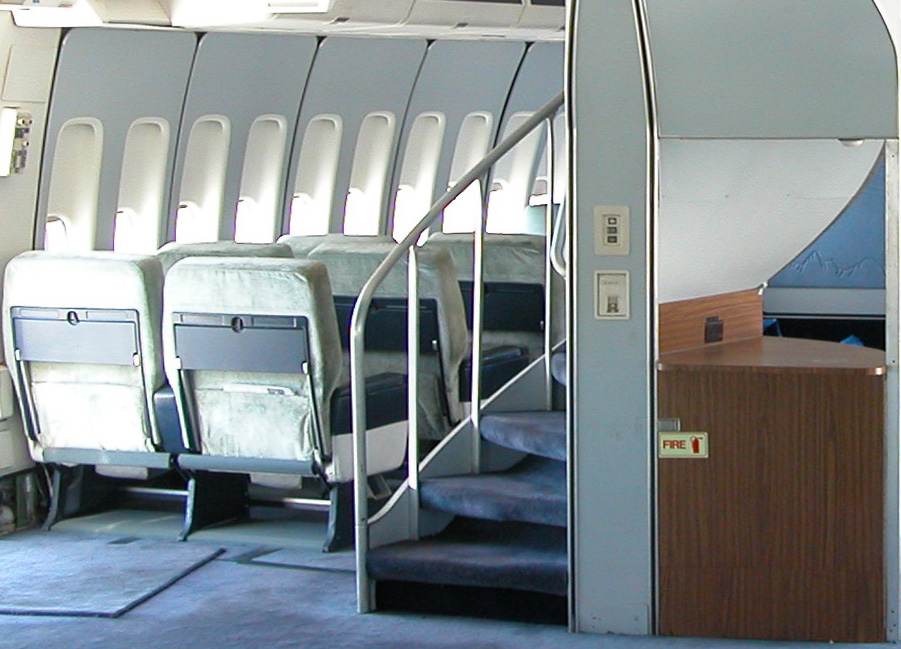
Nelle versioni -100 e -200 una scala a chiocciola connetteva il ponte superiore con quello inferiore

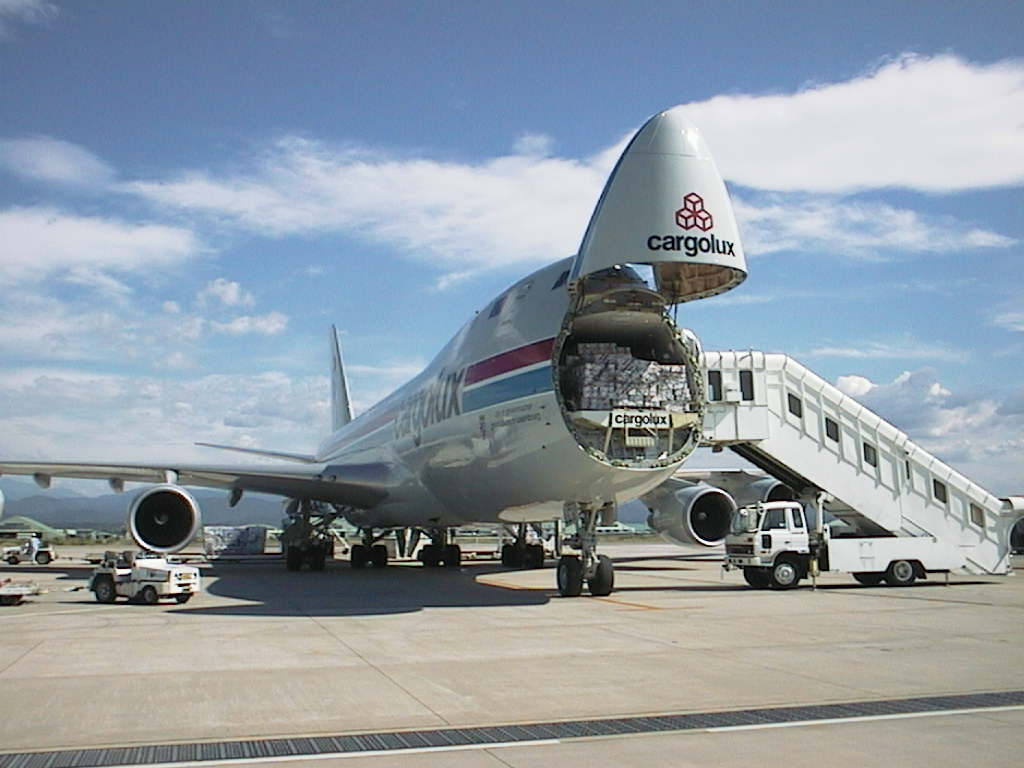
Il portello anteriore di carico di un 747-400F di Cargolux

Il 747 è un aereo a fusoliera larga (o a doppio corridoio) con quattro motori montati sotto le ali; queste hanno una conformazione a freccia, con un angolo di 37,5 gradi, per una velocità di crociera che può variare tra gli 0,84 e gli 0,88 mach a seconda della versione.
Collocata sopra il ponte principale, la cabina di pilotaggio forma una gobba. La cabina sollevata permette inoltre il carico/scarico delle merci attraverso un portellone anteriore nei voli cargo. Lo spazio-extra dietro la cabina di pilotaggio nel ponte superiore può essere quindi utilizzato per un salotto o per ospitare altri posti a sedere. Il cosiddetto "ponte superiore allungato" divenne disponibile come optional dal modello 747-100B per poi diventare lo standard a partire dalla versione -300.
Il peso massimo al decollo del 747 varia dalle 735 000 libbre (333 400 kg) della versione -100, alle 970 000 libbre (439 985 kg) della versione -8; mentre il raggio è stato aumentato: dai 9 800 km della versione -100, ai 14 815 km della versione -8.
Il 747 ha diversi sistemi strutturali ridondanti, fra cui quattro sistemi idraulici e quattro principali carrelli d'atterraggio, ognuno dotato di quattro ruote: questo permette al 747 un atterraggio in sicurezza anche in caso di malfunzionamento di due carrelli situati su lati opposti dell'aereo. Inoltre i sofisticati flap (suddivisi in tre parti) permettono di minimizzare la velocità di atterraggio, garantendo al 747 di poter atterrare su piste di lunghezza standard.
| codice ICAO | Modello(i)                     |
| ----------- | ------------------------------ |
| B741        | 747-100/100B                   |
| B742        | 747-200/200B/200M/E-4/VC-25    |
| B743        | 747-300/300M                   |
| B744        | 747-400/400C/400ER/400ERF/400F |
| B74D        | 747-400D                       |
| B74S        | 747SP                          |
| B74R        | 747-100SR/100BSR               |
| BLCF        | 747-400LCF Dreamlifter         |
| BSCA        | 747 Shuttle Carrier Aircraft   |
| B748        | Boeing 747-8                   |

## Impiego operativo

### Entrata in servizio
Il 15 gennaio 1970 la First Lady Pat Nixon battezzò il primo 747 della Pan Am, il Clipper Victor, all'Aeroporto Internazionale Dulles di Washington (successivamente rinominato Aeroporto Internazionale di Washington-Dulles) in presenza del presidente di Pan Am Najeeb Halaby. Invece dello champagne venne spruzzata sull'aereo dell'acqua colorata: blu, rossa e bianca. Il 747 entrò in servizio il 22 gennaio dello stesso anno sulla rotta Pan Am New York - Londra; il volo era previsto per la sera del 21 gennaio ma il surriscaldamento dei motori rese l'aereo originario inutilizzabile. Per trovare un sostituto il volo venne ritardato di sei ore fino al giorno dopo. Il 747 poté godere di una felice entrata in servizio, sconfiggendo la convinzione che molti aeroporti non avrebbero potuto accogliere un aereo di tali dimensioni. Inoltre i problemi tecnici che si presentarono furono tutti di lieve entità e vennero velocemente risolti. Dopo l'entrata in servizio del primo 747 con Pan Am, molte altre compagnie che avevano comprato il modello, per restare competitive, fecero lo stesso. La Boeing stimò che circa la metà delle prime vendite vennero effettuate a compagnie che ricercavano più il lungo raggio dell'aereo che la sua capacità di carico. Infatti, se sulla carta il 747 aveva il più basso costo operativo per posto a sedere, questo obiettivo poteva essere raggiunto solo con il velivolo a pieno carico; un 747 riempito al 70% consumava circa il 95% del carburante consumato da uno a pieno carico. La recessione del 1969-70 colpì gravemente la Boeing e per un anno e mezzo dopo il settembre 1970 l'azienda vendette solo due 747 in tutto il mondo, e bisognerà aspettare tre anni per la successiva vendita a un vettore americano. Quando i problemi economici degli Stati Uniti e di altri paesi, in seguito alla crisi petrolifera del 1973, ridussero il traffico aereo, molte compagnie si ritrovarono a non avere passeggeri a sufficienza da rendere economicamente sostenibile il 747 e lo sostituirono con i più piccoli DC-10 e Lockheed L-1011 TriStar. L'American Airlines, ad esempio, dopo aver provato a sostituire sui suoi 747 alcuni posti con un piano bar, in modo da attirare più clienti, relegò gli aerei a servizio cargo, per poi scambiarli con la Pan Am per aerei più piccoli. Anche la Delta Air Lines tolse dalla sua flotta dopo alcuni anni i 747, che riacquistò dopo la fusione con Northwest Airlines che operava con i Jumbo.
I voli internazionali che tralasciavano i grandi hub e atterravano direttamente in città più piccole divennero comuni negli anni '80 e questo erose il mercato originariamente pensato per il 747. Comunque molti vettori internazionali continuarono a utilizzare il 747 sulle rotte del Pacifico e in Giappone vennero riconfigurati per i voli domestici ad alta densità.
Inizialmente molte compagnie aeree guardarono il 747 con scetticismo. La McDonnell Douglas (che è stata poi assorbita dalla Boeing) e la Lockheed Corporation stavano lavorando a un trimotore a fusoliera larga che doveva essere molto più piccolo del 747. Molte compagnie credevano che l'aereo della Boeing fosse troppo grande per impiegarlo su rotte medie, preferendo investire in un più economico trimotore. Esistevano anche dei dubbi sul fatto che il 747 fosse compatibile con le strutture aeroportuali esistenti.

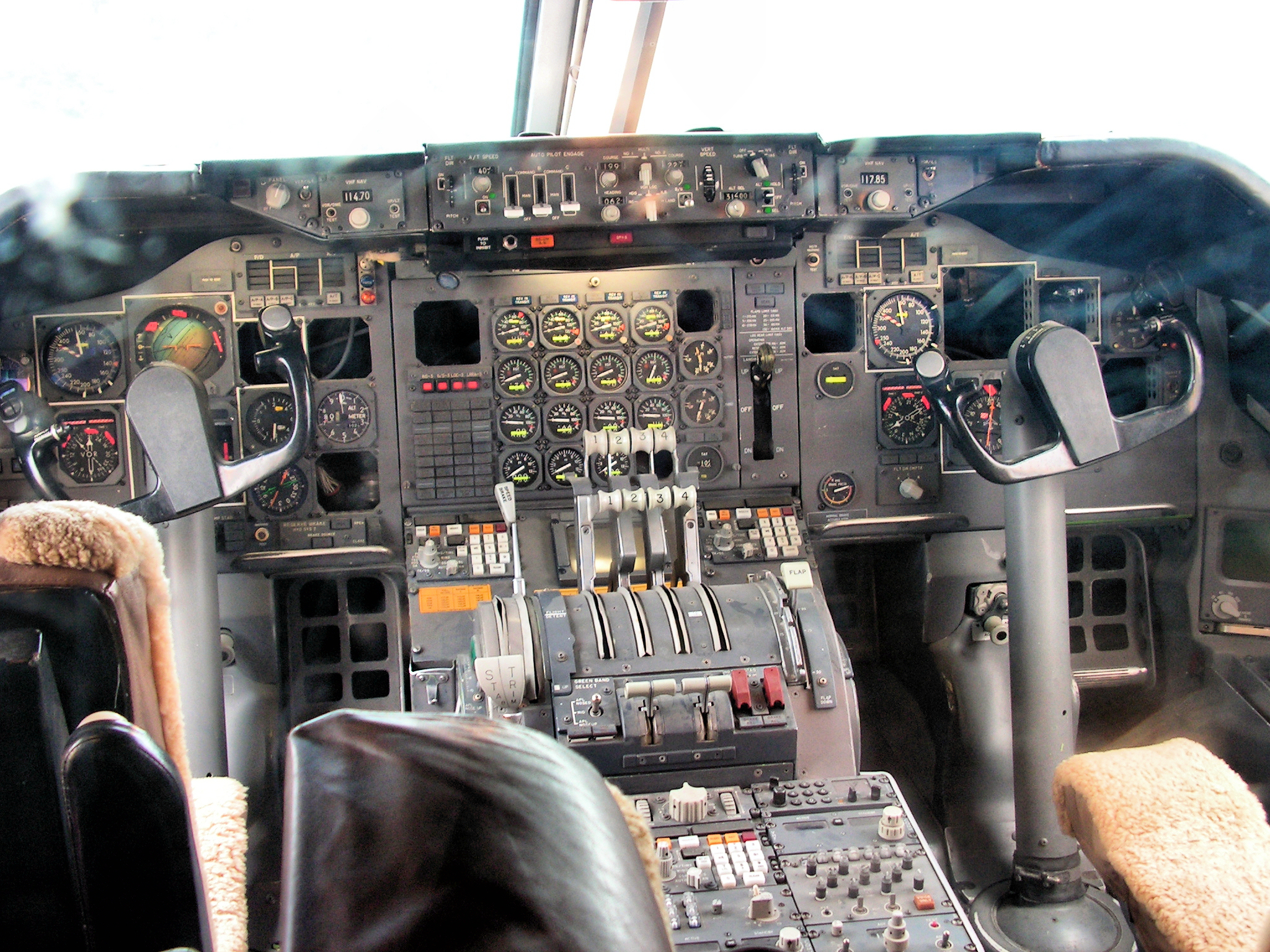
La cabina di pilotaggio di un 747-200

Un altro dubbio sollevato dalle compagnie riguardava l'efficienza del consumo di carburante: un trimotore consuma meno carburante rispetto a un quadrimotore, aspetto non secondario per limitare le spese.
Molti timori delle compagnie si rivelarono fondati negli anni settanta. La crisi araba del petrolio e l'economia stagnante negli Stati Uniti diminuirono il numero dei passeggeri aerei, rendendo difficile riempire al massimo i nuovi 747. La American Airlines rimpiazzò alcuni posti con alcuni piano bar, in un tentativo di attrarre nuovi clienti: i 747 vennero però prima relegati al trasporto merci e poi venduti. Anche la Continental Airlines ritirò dal servizio i suoi 747 dopo alcuni anni. La costruzione di widebody (aerei di linea con fusoliera larga) più piccoli ed efficienti, come il DC-10, lo L-1011 TriStar e i più recenti bimotori Boeing 767 e Airbus A300, ridusse la quota di mercato del 747, specialmente da quando la deregolamentazione nel trasporto aereo aveva reso molto più comuni i servizi point-to-point. Anche altre compagnie hanno ritirato dal servizio i loro 747, come l'Air Canada, la Japan Airlines, l'Aer Lingus, la SAS e l'Alitalia.
Altre compagnie invece usano i 747 nelle loro rotte più trafficate: sono particolarmente diffusi tra le compagnie asiatiche per i voli medio-brevi tra le città più grandi. In Giappone ad esempio le compagnie aeree continuano a usare i 747 nelle rotte domestiche sfruttando tutti i posti disponibili. Altrove i Jumbo Jet vengono usati per le rotte più lunghe, come per esempio i voli transoceanici.

### Sviluppi successivi

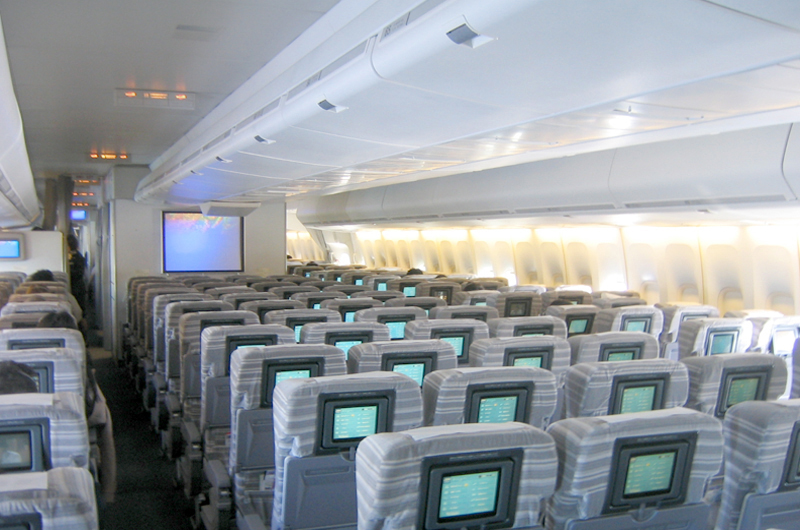
Posti a sedere di classe turistica sul 747-400 in configurazione 3-4-3

Dopo l'arrivo sul mercato del 747-400, sono stati proposti parecchi progetti di allungamento ulteriore dei 747. La Boeing nel 1996 annunciò i progetti preliminari per un modello più grande 747-500X e -600X. Le nuove varianti avrebbero richiesto più di 5 miliardi di dollari di spese di sviluppo, e non vi fu sufficiente interesse per finanziare il programma. Nel 2000, la Boeing offrì il più modesto 747X e 747X allungati come alternative all'Airbus A380, ma la famiglia 747X non fu in grado di attrarre un numero sufficiente di compratori e di entrare in produzione. Un anno più tardi, la Boeing passo dagli studi per il 747X a quelli per il Sonic Cruiser, e dopo il programma per l'aereo di linea supersonico fu fermato, venne avviato lo sviluppo del Boeing 787 Dreamliner. Alcune idee sviluppate per il 747X furono usate sul 747-400ER, una variante con autonomia maggiore dei 747-400.
Dopo le svariate varianti proposte dalla Boeing, ma più tardi abbandonate, alcuni osservatori diventarono scettici circa le capacità di offrire nuovi progetti da parte della Boeing. Comunque, la Boeing a inizio 2004 annunciò che alla fine i progetti esistenti per un 747 Advanced erano stati avviati. Simile al 747-X, il 747 Advanced allungato avrebbe utilizzato la tecnologia messa a punto con il 787 Dreamliner per modernizzare il progetto originale e i suoi sistemi. I 747 rimasero il più gran aereo di linea passeggeri in esercizio fino all'entrata in servizio dell'Airbus A380 nel 2007.
Il 14 novembre 2005, la Boeing diede l'annuncio che avrebbe iniziato la produzione dei 747 Advanced con il nome di Boeing 747-8. L'ultimo 747-400 fu completato nel 2009. A tutto il 2011, la maggior parte degli ordini per i 747-8 sono stati per la variante cargo. L'8 febbraio 2010, il 747-8 cargo ha effettuato il suo primo volo. La prima consegna di un 747-8 è stata per la Cargolux nel 2011. A dicembre 2018 gli ordini per il 747-8 sono pari a 154, 107 per la versione cargo e 47 per la versione passeggeri. I 747 potrebbero venire sostituiti da un nuovo progetto chiamato "Y3".

### Incidenti
Il 747 è stato coinvolto in molti disastri aerei dei quali, tuttavia, pochi dovuti a problemi tecnici: come spesso accade, quando si verifica un incidente grave la causa è spesso da attribuire a errori umani, alla manutenzione insufficiente o, in alcuni casi, ad atti di terrorismo aereo. Alcuni dei disastri più conosciuti sono:
- Disastro di Tenerife, 1977: il volo KLM 4805 (un 747-200) in decollo si scontrò con il volo Pan Am 1736 (un 747-100), che non aveva ancora terminato la manovra per liberare la pista. Ci furono 583 morti ed è il peggior disastro aereo della storia dell'aviazione. Alla fine delle indagini la responsabilità fu attribuita alla scarsa chiarezza nelle conversazioni radio: l'equipaggio del KLM, non autorizzato al decollo, aveva frainteso una comunicazione della torre di controllo; inoltre i piloti della Pan Am, che non avevano obbedito alla torre di controllo poiché reputavano le istruzioni ricevute troppo pericolose per le dimensioni del loro aeromobile, non avevano segnalato ai controllori la manovra eseguita.
- Volo Korean Air Lines 007, 1983: un 747-200 della Korean Air Lines in servizio tra New York e Seul fu abbattuto da un caccia sovietico Sukhoi Su-15 Flagon dopo essere penetrato per errore nello spazio aereo sovietico a ovest dell'isola di Sachalin. Morirono tutti i 240 passeggeri e i 29 membri dell'equipaggio. Le scatole nere furono rilasciate dopo lo scioglimento dell'URSS.
- Volo Air India 182, 1985: un Boeing 747-237B in volo da Montréal a Delhi con scalo a Londra esplose nel territorio irlandese a causa di una bomba nella stiva. Morirono tutti i passeggeri (307) e i membri dell'equipaggio (22).
- Volo Japan Airlines 123, 1985,  il secondo peggior incidente aereo dopo quello succitato di Tenerife seppur il peggior incidente per singolo aereo: il 747SR JA8119 della Japan Air Lines in volo da Tokyo-Haneda a Osaka subì una decompressione esplosiva in volo con perdita dello stabilizzatore verticale e dei circuiti idraulici, necessari per il controllo dell'aeroplano. L'incidente causò 520 morti, con solo 4 sopravvissuti. La cause furono identificate in un'errata ricostruzione della paratia posteriore di contenimento della pressurizzazione (guastatasi in seguito a un atterraggio in assetto troppo cabrato). Tale paratia, infatti, cedette e, per la forza della pressione interna, venne espulsa verso l'esterno portando con sé buona parte dell'impennaggio verticale, rendendo l'aereo praticamente ingovernabile, anche se venne mantenuto per almeno mezz'ora.
- Volo South African Airways 295, 1987: un 747 Combi, in volo tra Taipei e Johannesburg precipita nell'oceano Indiano per un incendio divampato nella sezione cargo dell'aereo. Muoiono tutte le 159 persone a bordo.
- Volo Pan Am 103, Lockerbie, 1988: un 747 della Pan Am venne distrutto in volo da una bomba piazzata dai terroristi nei pressi di Lockerbie, in Scozia. Morirono tutti i 243 passeggeri, i 16 membri dell'equipaggio e 11 abitanti della cittadina scozzese.

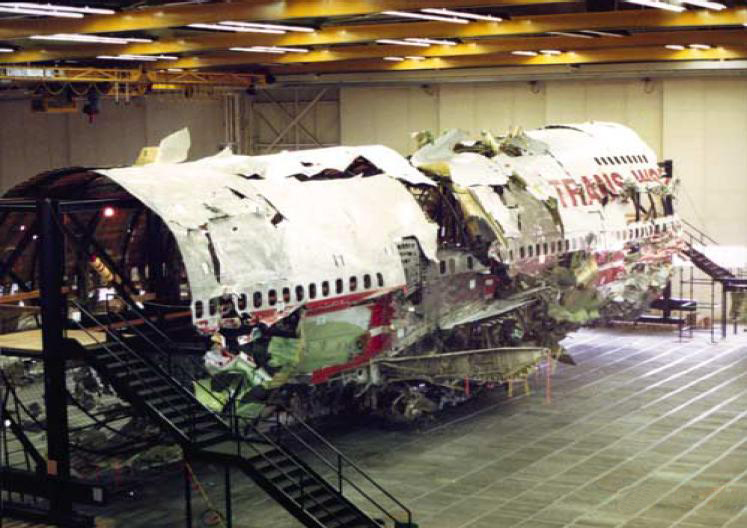
I resti della fusoliera del Boeing 747 della TWA dopo l'incidente di Long Island.

- Volo El Al 1862, Amsterdam, 4 ottobre 1992: un 747 cargo della compagnia israeliana El Al si schianta in un palazzo nel sobborgo di Bijlmer alla periferia di Amsterdam. La causa è stata imputata ad un difetto di costruzione dei bulloni di fissaggio dei motori 3 e 4 sull'ala destra con conseguente distacco e caduta dei motori e collasso parziale dei sistemi di controllo del velivolo. Il diverso comportamento aerodinamico dell'ala destra rispetto a quella di sinistra ha causato un rollio eccessivo dell'aereo e il raggiungimento di un bank angle elevato, così l'aereo è precipitato a spirale su un palazzo uccidendo i 3 membri dell'equipaggio e molte persone a terra.
- Volo TWA 800, Long Island, 1996: un 747 della TWA decollato da New York a Roma con scalo a Parigi esplose in volo nei pressi di Long Island, uccidendo le 230 persone a bordo. Dopo una complessa indagine, il National Transportation Safety Board (l'ente statunitense che si occupa di sicurezza nei trasporti) concluse che l'aereo era esploso a causa di una scintilla scoccata all'interno di uno dei serbatoi, che aveva provocato l'incendio dei vapori di carburante. Restano pero molti dubbi sulla vicenda, tanti testimoni e esperti non concordano infatti sulle conclusioni.[71]
- Volo Saudi 763, Charkhi Dadri, 1996: un 747 fu coinvolto nella collisione in volo di Charkhi Dadri quando, a causa di un errore di un pilota, si scontrò in volo con un Ilyushin Il-76 provocando 349 vittime.
- Volo Korean Air 801, 1997: un Boeing 747-300 si schianta su una collina durante un tentativo di atterraggio all'aeroporto di Guam, per un errore umano e forte pioggia. Muoiono 228 persone e ne sopravvivono 26.
- Volo Singapore Airlines 006, 2000: un Boeing 747-420 della Singapore Airlines si schiantò in fase di decollo sulla pista del Chiang Kai-shek International Airport di Taipei, a Taiwan (ora Taiwan Taoyuan International Airport), uccidendo 83 persone e ferendone 71. È il primo incidente con vittime di un Boeing 747-400.
- Volo China Airlines 611, 2002: un Boeing 747 della China Airlines si distrusse a 10 500 metri di altitudine, 23 minuti dopo il decollo, sulla rotta fra Taoyuan, Taiwan e Hong Kong. Nessuno dei 207 passeggeri e dei 19 assistenti di volo sopravvisse.
- Volo UPS 6, 2010; un Boeing 747 cargo della UPS Airlines a causa di un incendio scoppiato a bordo, si schiantò a Dubai dopo aver tentato un atterraggio di emergenza[72].
- Volo National Airlines 102, 2013; un Boeing 747 cargo della National Airlines[73] si schianta a Bagram, in Afghanistan, subito dopo il decollo, uccidendo tutti e 7 i membri dell'equipaggio. La causa dell'incidente fu un errato ancoraggio nella stiva di alcuni mezzi militari antimina pesantemente corazzati. Dell'incidente esiste un video[74] ripreso dall'interno di un veicolo in transito presso l'aeroporto.

In totale, si sono verificate 50 perdite di 747, che hanno causato in tutto 3 709 vittime tra gli occupanti dei velivoli distrutti e hanno ucciso 53 persone a terra. Negli incidenti mortali, in media è sopravvissuto il 24% di chi era a bordo dell'aereo.

### Fine della produzione
Il 6 dicembre 2022, dopo 53 anni e 1 574 aerei, l’ultimo Boeing 747 “Jumbo Jet”, un 747-8F, è uscito dalla linea di montaggio diretto a servire come aereo cargo, 12 giorni dopo, è decollato per il suo primo volo. L’ultimo 747 cargo è stato assemblato per Atlas Air Worldwide Holdings che gestirà l’aereo per la società di logistica svizzera Kuehne+Nagel.

## Versioni

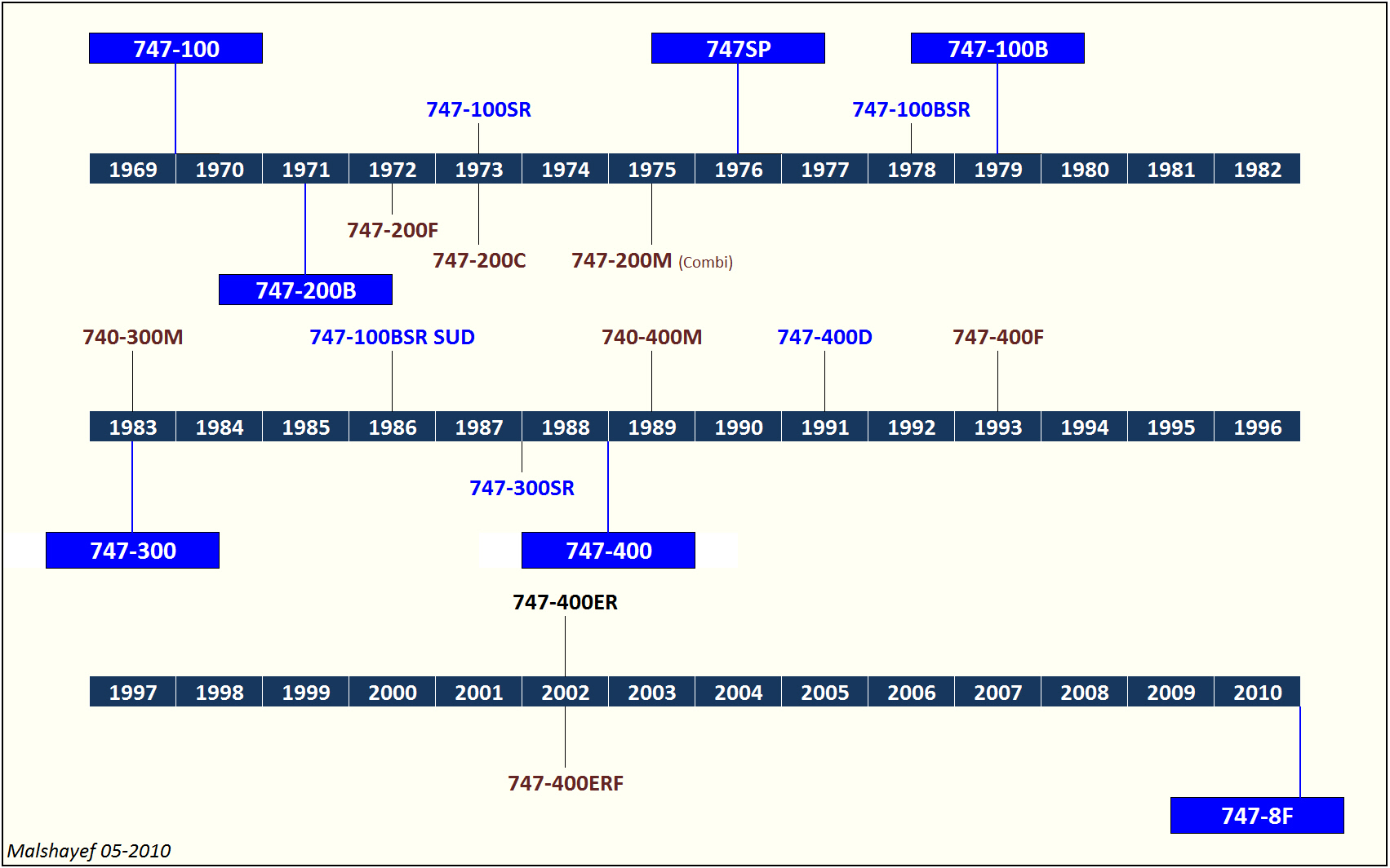
Cronologia delle consegne del Boeing 747

La versione originale inaugurata nel 1968 fu il 747-100. Il 747-200 seguì poco dopo, nel 1970. Il 747-300 arrivò nel 1980, affiancato dal 747-400 dal 1989. Sono state prodotte sottovarianti per ogni versione, le prime delle quali prodotte in contemporanea. L'ICAO assegna a ogni versione una sigla formata dalla combinazione della lettera "B" al nome della versione stessa (es. "B741" per il modello 747-100; "B744" per il modello 747-400).

### 747-100

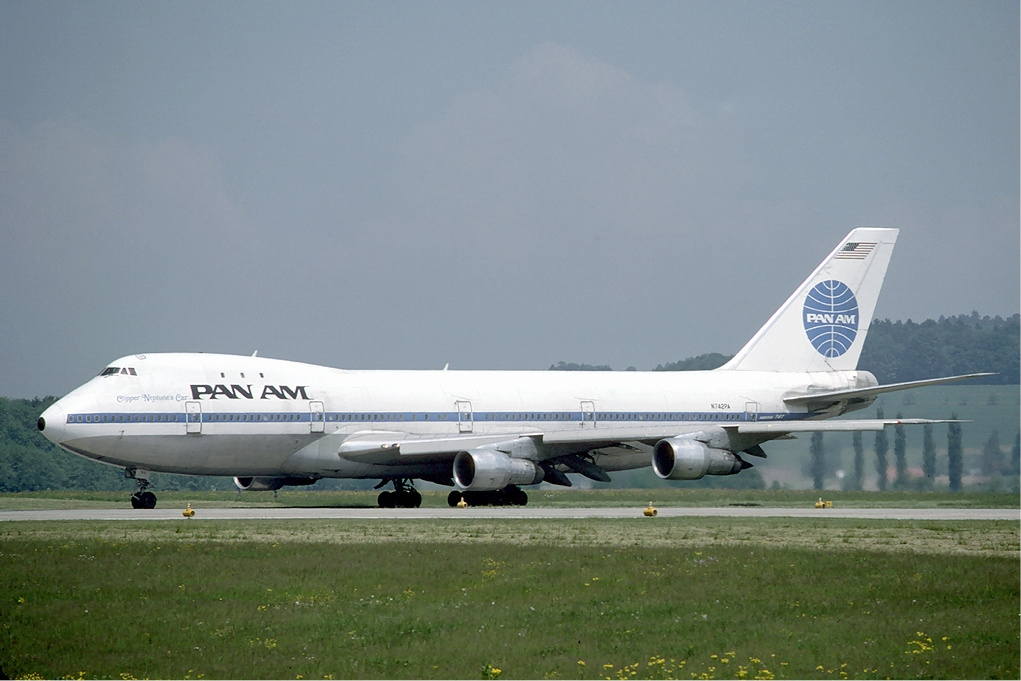
Un 747-100 di Pan Am

La prima versione del Jumbo, il 747-100, uscì dalla nuova fabbrica di Everett il 2 settembre 1968. Il prototipo, battezzato "City of Everett", compì il primo volo il 9 febbraio 1969, mentre il 1º gennaio 1970 entrò in servizio presso la compagnia Pan American World Airways. In seguito venne sostituito dal 747-100B, un aereo molto simile ma con un disegno rinforzato della carlinga e del vano bagagli. La versione base aveva un'autonomia a pieno carico di circa 7 200 km. La designazione del 747-100 per l'esercito statunitense è C-19.
I primi esemplari della serie -100 a uscire dalla linea di montaggio avevano tre finestrini sul ponte superiore, che ospitava dei salottini. Poco dopo, quando le compagnie aeree iniziarono a utilizzare il ponte superiore per alloggiare i passeggeri della prima classe, la Boeing offrì come opzione un ponte superiore con dieci finestrini, che diventò rapidamente lo standard. Alcuni dei 747-100 esistenti vennero modificati con la nuova configurazione.
Alcuni 747-100 vennero convertiti in aerei da carico e designati con la sigla 747-100SF.

#### 747SR

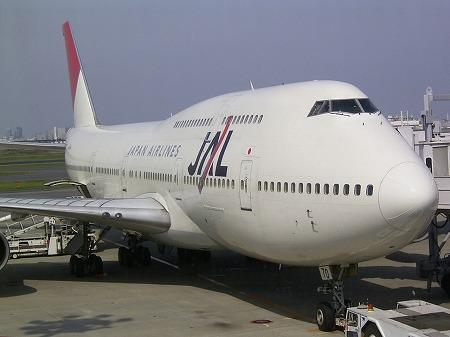
La versione SR con il ponte allungato della Japan Airlines.

Rispondendo alle richieste giapponesi di aerei con alta capacità per le rotte domestiche tra le più grandi città, la Boeing sviluppò il 747-SR come una variante a corto raggio del 747-100 (SR è acronimo di short range, corto raggio), con una ridotta capacità dei serbatoi e un maggior carico utile. Con la economy class estesa, poteva portare fino a 498 passeggeri per quanto riguarda il primo modello e più di 550 per i modelli successivi. Il 747-SR era inoltre progettato per avere una vita economica utile di 52 000 voli in 20 anni di servizio, in confronto ai 24 600 voli in 20 anni del normale 747-100. Il primo modello, il -100SR, aveva una scocca rinforzata e una sottostruttura in grado di assorbire le sollecitazioni date dall'elevato numero di decolli e atterraggi. Altri supporti strutturali vennero aggiunti nelle ali, nella fusoliera e nel carrello di atterraggio, comportando una riduzione dell'autonomia del 20%.
Il primo ordine di quattro -100SR venne effettuato dalla Japan Airlines il 30 ottobre 1972; il primo velivolo venne ultimato il 3 agosto 1973 e il primo volo si tenne il 31 agosto 1973. L'aereo ottenne la certificazione della FAA il 26 settembre 1973 e la prima consegna avvenne il giorno stesso. Il modello entrò in servizio con la Japan Airlines il 7 ottobre 1973 e operò quasi esclusivamente su voli nazionali giapponesi. Fra il 1973 e il 1975 vennero costruiti sette -100SR, ognuno con un MTOW di 240 000 kg e motori Pratt & Whitney JT9D.
Il 747-100SR fu seguito dalla versione -100BSR, che aveva un incrementato peso massimo al decollo. Debuttando nel 1978, questa versione presentava inoltre modifiche strutturali per permettere un più elevato numero di cicli decollo-atterraggio. Il -100BSR volò per la prima volta il 3 novembre 1978, mentre la prima consegna venne effettuata alla All Nippon Airways il 21 dicembre dello stesso anno. Un totale di venti 747-100BSR vennero prodotti per ANA e JAL.
Nel 1986 vennero prodotti due 747-100BSR SUD per JAL, caratterizzati dal ponte superiore allungato (SUD è acronimo di stretched upper deck ovvero ponte superiore allungato) tipico della versione -300. Il primo volo del modello avvenne il 26 febbraio 1986, mentre la certificazione FAA e la prima consegna sono datate il 24 marzo dello stesso anno. Japan Airlines utilizzò il 747-100BSR SUD nella configurazione a 563 posti fino al ritiro dal servizio nel terzo quadrimestre del 2006. Nonostante siano stati prodotti solo due -100BSR SUD, in teoria tutti i -100BSR sono convertibili in -100BSR SUD. In conclusione vennero prodotti 29 747-SR, tra cui 7 -100SR, 20 -100BSR e 2 -100BSR SUD.
Un ex 747SR-46 della JAL, registrato come N911NA, viene impiegato dalla NASA come Shuttle Carrier Aircraft. Andò a unirsi a un ex 747-123 dell'American Airlines nel 1988 a causa di una raccomandazione della commissione d'indagine sul disastro dello Space Shuttle Challenger, di avere due SCA. L'aereo trasportò il suo primo Shuttle nel 1991.

#### 747-100B

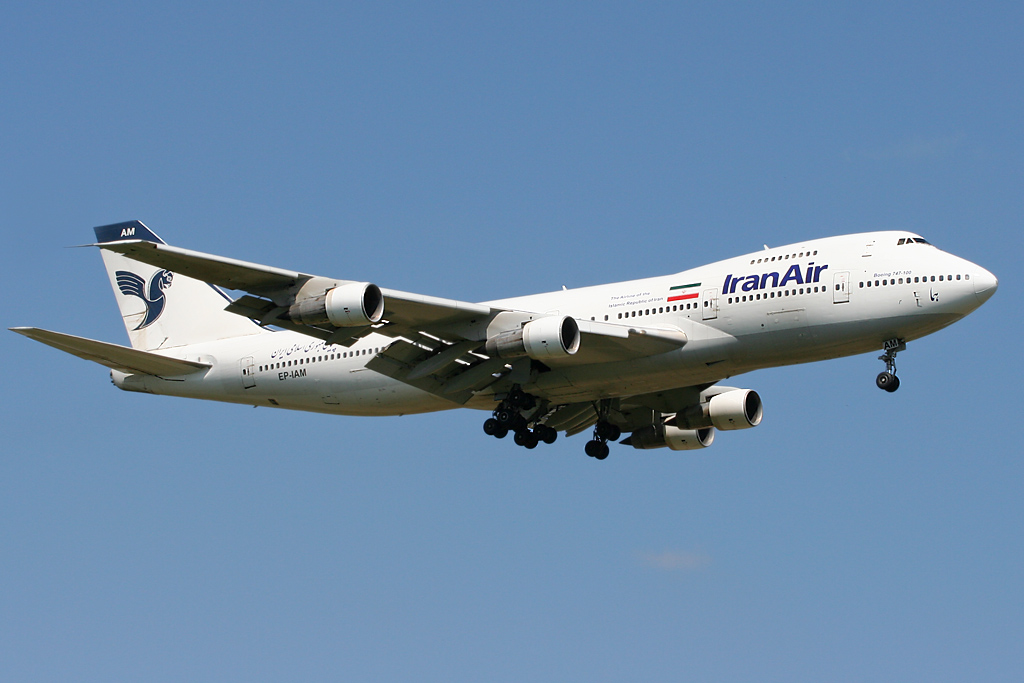
Il 747-100B con livrea Iran Air

Sviluppato dal 747-SR, aveva un peso massimo al decollo incrementato da 600 000 a 750 000 libbre (340 000 kg), una maggiore capacità dei serbatoi, e quindi un raggio maggiore (9 300 km nella configurazione da 452 passeggeri). Il primo modello venne ordinato dall'Iran Air il 1º giugno 1978, mentre il primo volo avvenne il 20 giugno 1979, ricevette la certificazione dalla FAA il 1º agosto 1979 e venne quindi consegnato il giorno successivo. Vennero costruiti in tutto 9 esemplari: 1 per l'Iran Air e 8 per la Saudia.

### 747-200

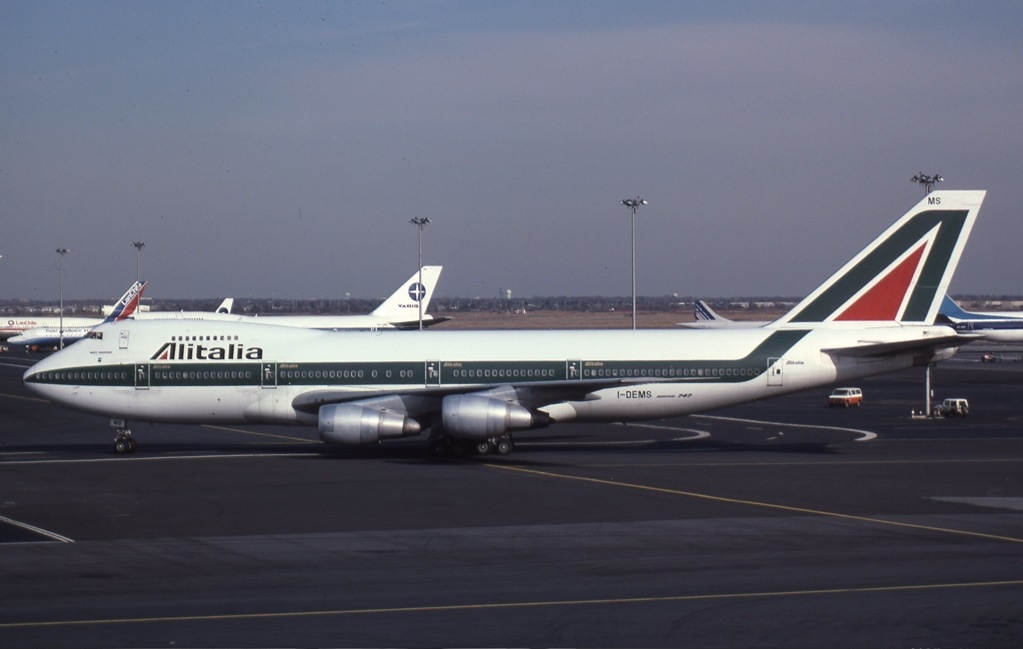
Un Boeing 747-243B di Alitalia

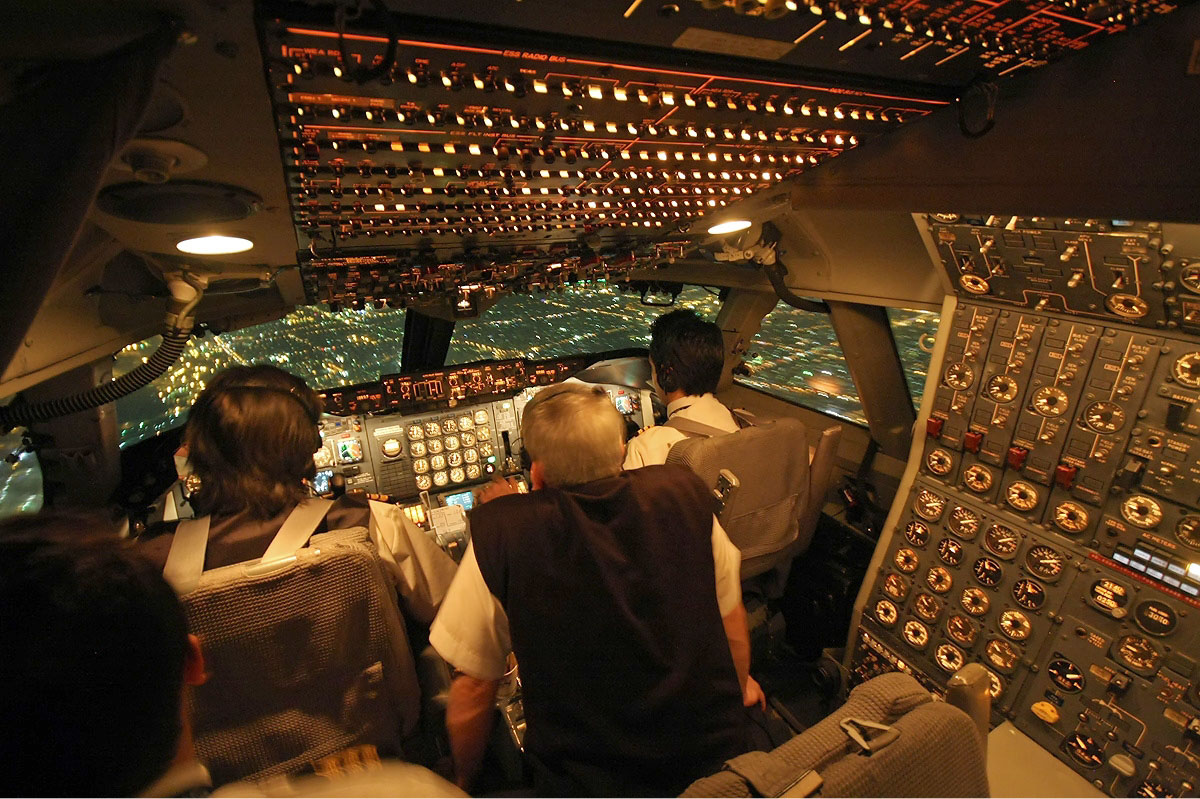
Cabina di pilotaggio di un Boeing 747-200 di Iran Air

Introdotta nel 1971 e migliorata negli anni successivi, la versione 747-200 aveva motori più potenti e un maggiore peso massimo al decollo rispetto alla serie -100, permettendogli di volare più a lungo. Alcuni dei primi esemplari di questa serie avevano tre finestrini nel ponte superiore come gli esemplari della serie -100, ma la maggior parte aveva 10 finestrini. Come avvenne per la serie -100, una versione con un ponte superiore più lungo venne offerta negli anni successivi. La KLM rimane l'unica compagnia che ha modificato i suoi -200 con l'opzione SUD. Gli ultimi modelli della serie, chiamati -200B e costruiti nella seconda metà degli anni ottanta, hanno un'autonomia a pieno carico di 10 783 km.
La designazione dell'USAF per il 747-200 è C-25: vengono utilizzati due soli esemplari per il trasporto VIP. Questi due esemplari, con marche 28000 e 29000, sono meglio conosciuti come Air Force One quando il presidente degli Stati Uniti è a bordo.
Le varianti 747-200C Convertible e 747-200F Freighter sono state realizzate per il trasporto merci. Il -200F è esclusivamente un aereo cargo, mentre il -200C può trasportare sia merci sia passeggeri. Una sottovariante ufficiosamente conosciuta come 747-200M può trasportare contemporaneamente merci e passeggeri.
Come per la serie -100, molti esemplari della serie -200 godono di una seconda giovinezza come cargo. Il 747-200B è una versione migliorata del 747-200 con una maggiore capacità dei serbatoi, dotato di motori più potenti disponibile anche in versione combi.

### 747SP

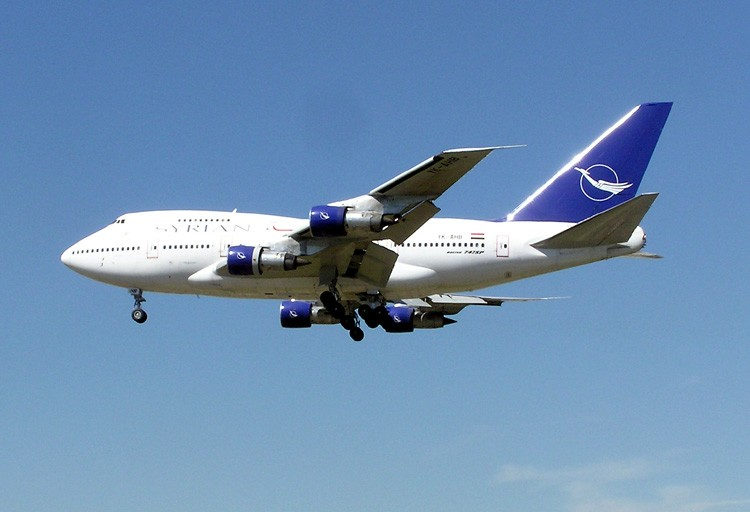
Il 747SP, come questo di Syrian Arab Airlines, ha la fusoliera più corta.

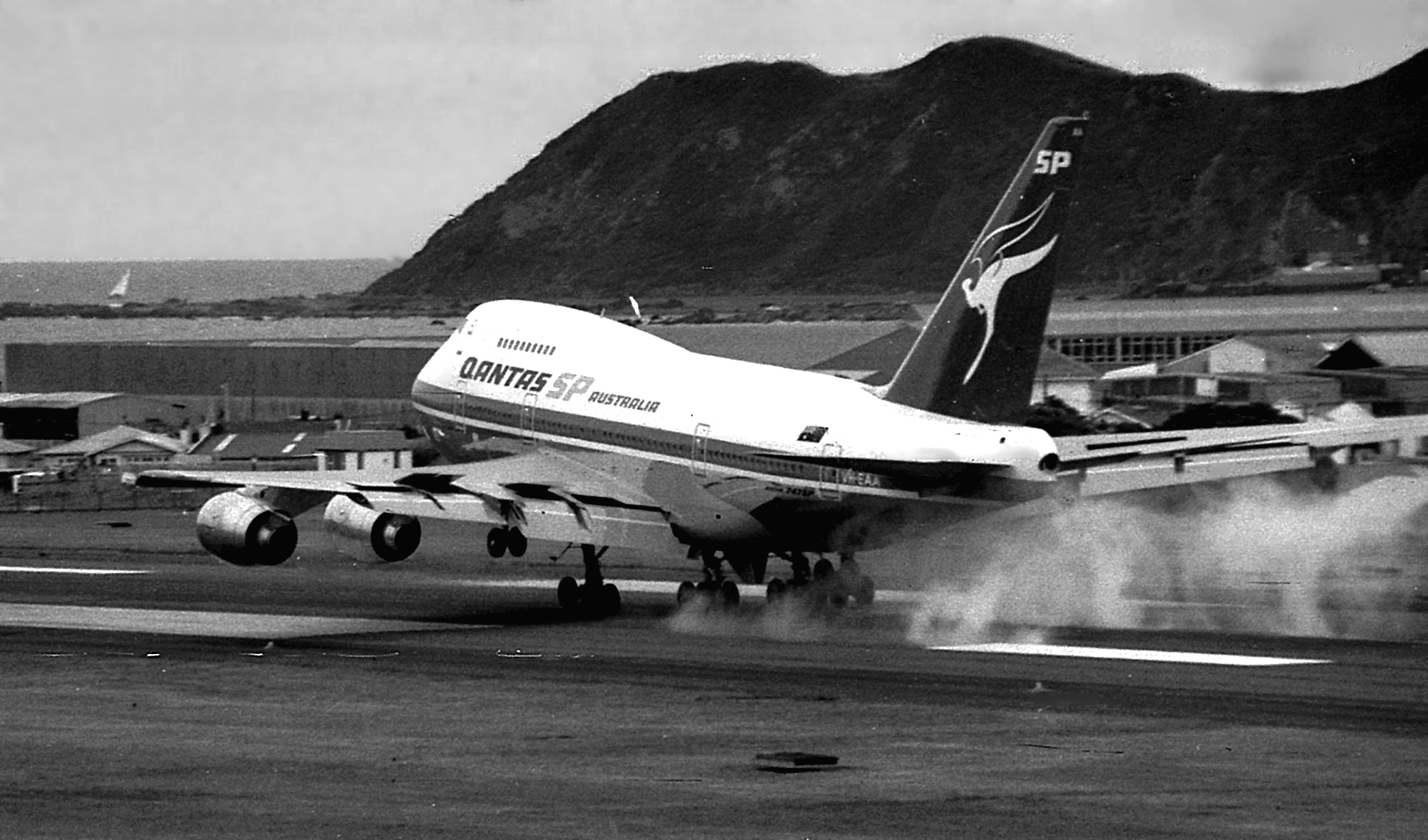
Un 747SP di Qantas atterra per la prima volta a Wellington, in Nuova Zelanda.

Il primo esemplare di 747SP ("Special Performance" o "Short Plane") venne consegnato nel 1976. Era una versione "transitoria" realizzata in risposta al Douglas DC-10 e al Lockheed L-1011 TriStar: il 747 era troppo grande per molte rotte e la Boeing non aveva nessun modello in grado di competere nel nuovo mercato creato dal DC-10 e dal TriStar. Visti gli ingenti costi per la realizzazione del 737 e del 747 negli ultimi anni sessanta, la Boeing non disponeva di sufficiente capitale per sviluppare un progetto completamente nuovo: realizzarono quindi questa versione del Jumbo più piccola, ottimizzando velocità e autonomia a scapito della capienza.
Oltre ad avere una fusoliera più corta, il 747SP ha il timone e i flap più grandi. L'SP può trasportare solo 220 passeggeri in configurazione a tre classi, ma può volare per oltre 10 400 km a una velocità massima di 981 km/h. All'interno di alcune compagnie viene informalmente chiamato "747 Short" o "Baby Jumbo" a causa della fusoliera più corta e della sua forma tozza. Originalmente venne chiamato '747SB ("Short Body") dalla Boeing, ma le compagnie convinsero la Boeing a chiamarlo 747SP
Fino all'entrata in servizio del 747-400 nel 1988, era l'aereo di linea con la più grande autonomia. A causa delle soluzioni tecniche adottate, l'SP non ottenne il successo di vendita che la Boeing sperava. Vennero costruiti solo 45 esemplari e la maggior parte di essi sono ancora in servizio presso alcune compagnie in Medio Oriente.
Grazie alle sue ottimizzate prestazioni in fatto di autonomia e lunghezza di pista impiegata, questa versione viene spesso utilizzata come base per la realizzazione di velivoli executive. Sono famosi il velivolo appartenente alla casa reale Saudita e i due esemplari della Sand Corporation.
Uno speciale 747SP è l'osservatorio astronomico del progetto SOFIA della NASA: la struttura è stata modificata per trasportare un telescopio riflettore del diametro di 2,5 metri per osservazioni nell'infrarosso ad alta quota, all'altezza in cui i raggi infrarossi penetrano nell'atmosfera.
Tra gli operatori del 747SP vi erano:
- Pan Am: furono consegnati 10 esemplari del 747SP21 tra il 1976 e il 1979 e furono utilizzati nelle rotte trans-Pacifiche verso l'Asia e l'Oceania. Gli aerei e le rotte vennero vendute alla United Airlines nel 1986 e rimasero operativi fino al 1994.
- South African Airways: ha utilizzato 6 esemplari di 747SP44 sulle rotte da Johannesburg a Londra durante gli anni dell'Apartheid. Ai velivoli della compagnia non era permesso sorvolare l'Africa, obbligandoli ad allungare la rotta volando sull'Atlantico: l'autonomia extra permetteva di coprire queste distanze.
- Trans World Airlines: ha utilizzato 3 747SP31 dal 1979 al 1986. Due di questi furono comprati dalla American Airlines e vennero usati nelle rotte tra Tokyo e Londra fino al 1993.
- Iran Air: ricevette quattro 747SP86 tra il 1976 e il 1978. Prima della rivoluzione del 1979, venivano usati nei voli giornalieri da Teheran a New York, a quel tempo la più lunga rotta senza scalo del mondo.
- Qantas: nella sua flotta sono stati presenti due 747SP68 dal 1980 al 2004.

### 747-300

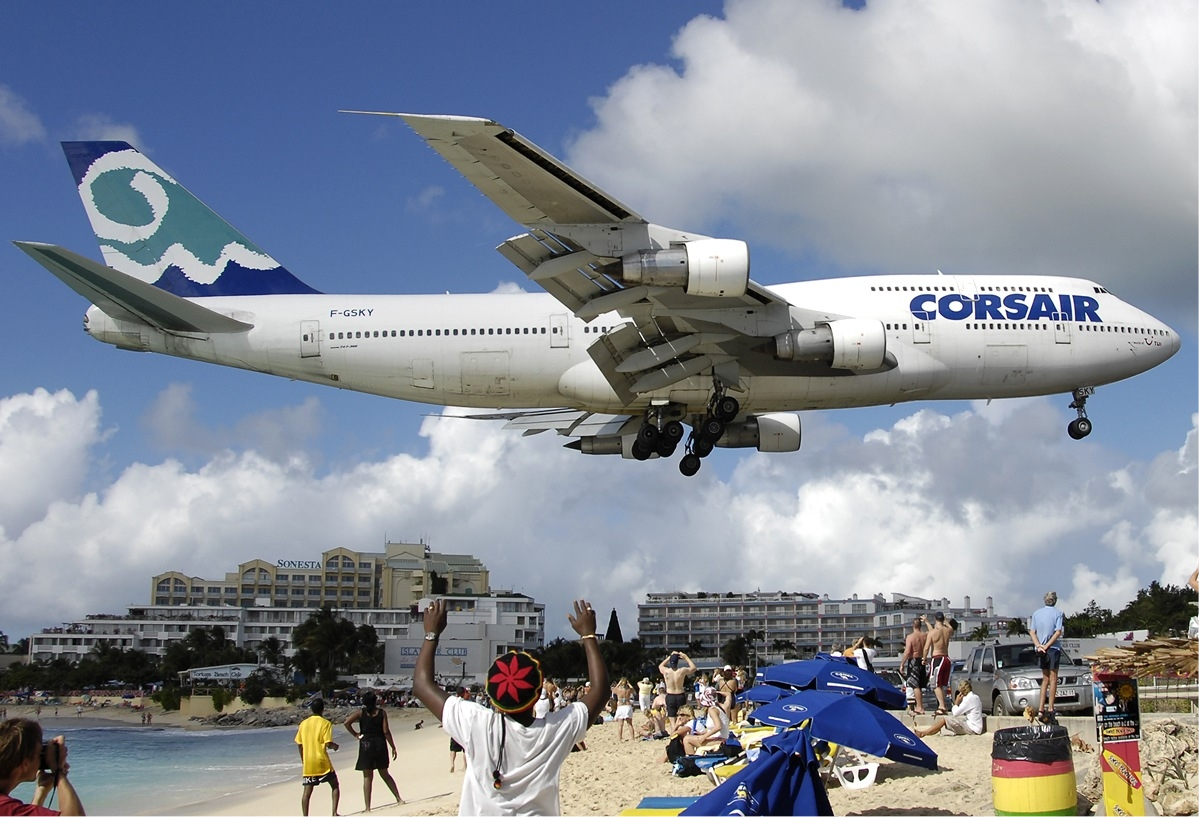
Un Boeing 747-300 di Corsair in atterraggio all'Aeroporto Principessa Juliana di St. Maarten.

Il 747-300 è caratterizzato da un ponte superiore più lungo di 7.11 metri rispetto alla versione -200. Inoltre il ponte superiore allungato dispone di due uscite di emergenza, ed è questa la principale differenza di questa variante rispetto ai modelli precedenti. Prima di diventare una caratteristica standard presente su tutti i modelli a partire dal -300, il ponte superiore allungato era presente solo come optional e apparve per la prima volta su due 747-100SR giapponesi. Con il -300 venne inoltre introdotta una scala diritta per collegare ponte superiore e ponte inferiore, al posto della scala a chiocciola presente sui modelli precedenti, ciò rese possibile la creazione di ulteriori posti su entrambi i ponti. Altri piccoli accorgimenti aerodinamici permisero al -300 di viaggiare a una velocità di crociera di Mach 0,85, comparabile con quella di 0,84 dei precedenti modelli -100 e -200, mantenendo lo stesso peso massimo al decollo. Il 747-300 poteva essere equipaggiato sia con i motori già presenti sulla versione -200, sia con i nuovi General Electric CF6-80C2B1.
Il primo ordine venne ricevuto dalla Swissair l'11 giugno 1980. La variante riprese la denominazione di uno studio di design che non conobbe mai la produzione. Il primo volo del 747-300 avvenne il 5 ottobre 1982 e il primo modello venne consegnato alla Swissair il 23 marzo 1983. Oltre alla versione passeggeri vennero prodotte altre due versioni: la -300SR e la -300M. La versione -300M ha un vano di carico supplementare nella parte posteriore del ponte principale, similare a quella presente nel -200M, con la differenza del ponte allungato che permette a questa versione di trasportare un numero maggiore di passeggeri. Il 747-300SR fu invece progettato per il mercato giapponese dei voli a corto-medio raggio: ha infatti una capacità superiore e meno autonomia; la Japan Airlines utilizzò molto questa versione da più di 600 posti per svariate rotte domestiche, tra cui la rotta Tokyo - Osaka. Non vennero prodotte versioni freighter di questo modello, però la Boeing nel 2000 cominciò la riconversione dei 747-300 usati in aeromobili cargo.
Sono stati consegnati un totale di 81 747-300, 56 in versione passeggeri, 21 -300M e 4 -300SR. Nel 1985, a soli due anni dalla sua entrata in servizio il -300 venne reso obsoleto dall'annuncio dello sviluppo del più moderno 747-400. L'ultimo 747-300 venne consegnato nel settembre 1990 alla compagnia Sabena. Mentre molti operatori di 747-300 continuarono a utilizzare il velivolo, diverse grandi compagnie aeree rimpiazzarono i loro 747-300 con i 747-400. Air France, Air India, Pakistan International Airlines e Qantas furono le ultime grandi compagnie aeree a utilizzare questo velivolo. Il 29 dicembre 2008 la Qantas effettuò l'ultimo volo di linea con un 747-300 da Melbourne a Los Angeles via Auckland.

### 747-400

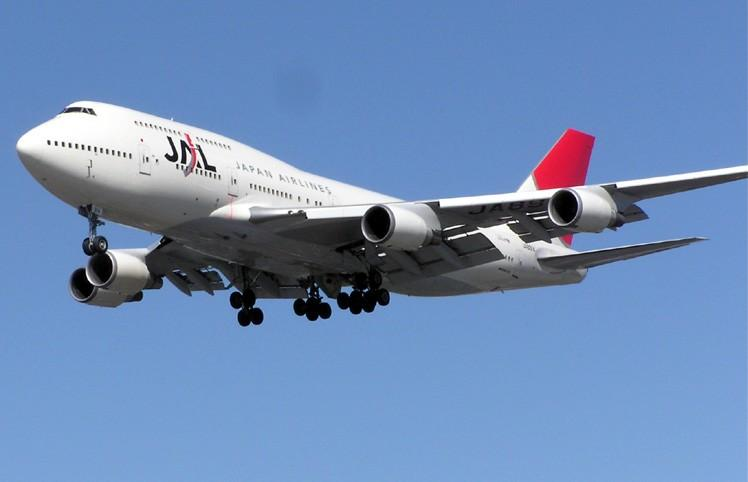
Un Boeing 747-400 di Japan Airlines

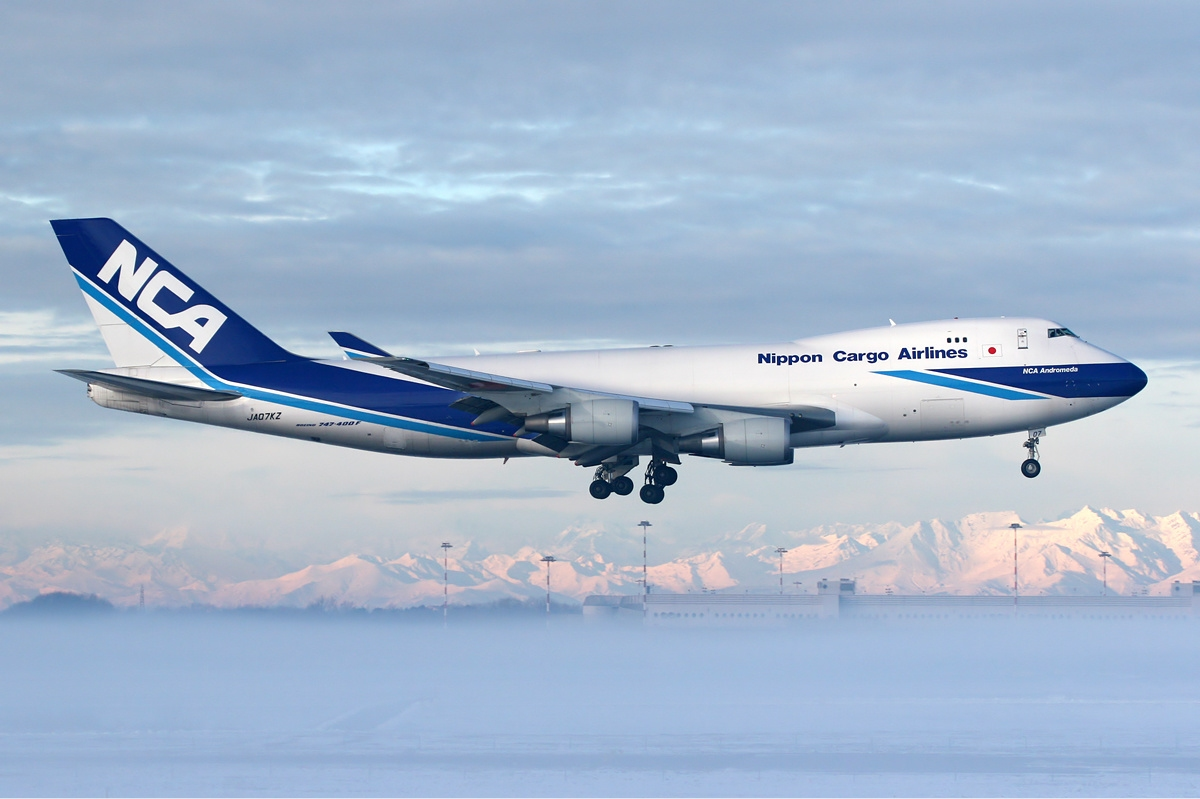
Un Boeing 747-400F di Nippon Cargo Airlines in atterraggio all'aeroporto di Milano Malpensa.

Nella versione 747-400 sono stati aggiunti le winglet alle estremità alari, un nuovo glass cockpit (non c'è più l'ingegnere di bordo), nuovi serbatoi a poppa, motori migliorati, interni completamente nuovi e un nuovo sistema di intrattenimento di bordo, basato su quello della serie -300. La versione passeggeri entrò in servizio nel febbraio del 1989 con la Northwest Airlines (numero di costruzione 696), quella combi nel settembre del 1989 con la KLM e la versione cargo nel settembre del 1995 con la Cargolux, anche se l'aereo era stato costruito per Air France che però non lo prese in consegna.
Il consumo di carburante del 747-400 è inferiore del 25% rispetto al 747-100. Esistono le varianti combi (747-400M) e cargo (747-400F). Due nuove sotto-varianti, il 747-400BCF ("Boeing Converted Freighter"), entrato il servizio il 19 dicembre 2005 con la Cathay Pacific Cargo, e il 747-400BDSF (Bedek Special Freighter), il primo dei quali riconsegnato ad Air China Cargo: vengono denominate in questo modo le vecchie versioni passeggeri riconvertite in cargo da costruttori autorizzati dalla Boeing.
Fino all'entrata in servizio dell'Airbus A380, la variante per voli nazionali giapponesi 747-400D era potenzialmente l'aereo di linea con la più grande capacità del mondo. La All Nippon Airways (ANA) era solita utilizzare alcuni dei suoi 747-400D in configurazione a una classe con 594 posti a sedere; visto che però la Japan Airlines e la ANA hanno adattato i propri Jumbo con "business class" più grandi, il record di capacità fu poi detenuto dal 747-400 della francese Corsairfly, con 587 posti; nel 2012 i 747-400 della Corsairfly sono stati configurati con 582 posti.
La serie -400D non è dotata delle winglets presenti sulle altre varianti, espediente che serve per aumentare il numero di decolli e atterraggi, visto che si riducono gli sforzi alari. Il peso risparmiato consente inoltre di consumare meno, aspetto molto importante visto che nel mercato dei voli domestici giapponesi le winglets sono superflue. Il -400D può essere convertito nella versione normale -400 (con più autonomia) quando necessario.
Le designazione militare americana del 747-400 è C-33, realizzata per aumentare la flotta degli aerei da trasporto; il piano venne poi cancellato preferendo l'acquisto di altri C-17

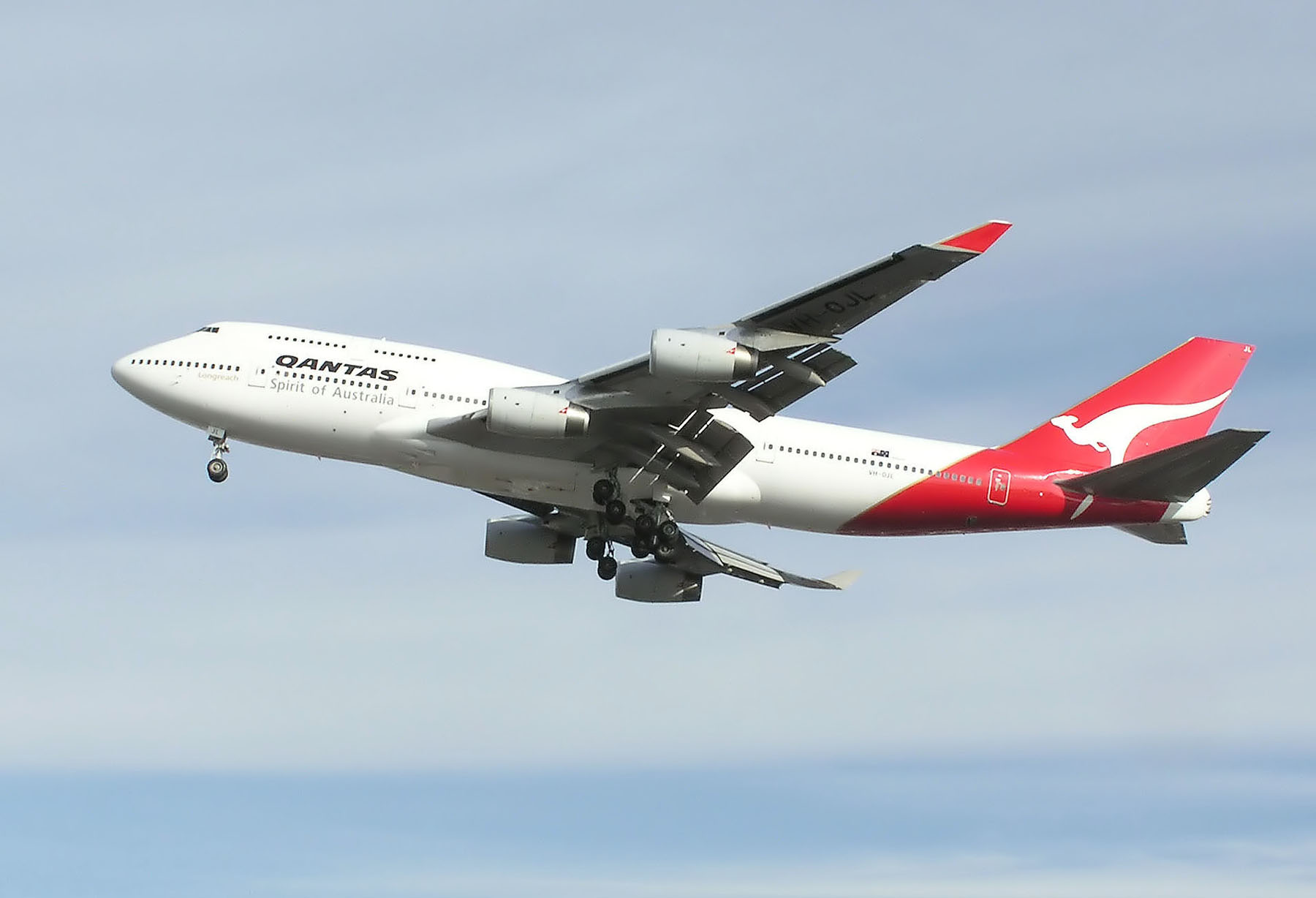
La Qantas era uno dei pochi operatori del 747-400ER.

Il 747-400ER ("Extended Range") è una versione con un'autonomia ancora maggiore pari a 7670 nm: esiste anche in versione cargo ed è chiamata 747-400ERF ("Extended Range Freighter").
- Riepilogo versioni:
  - -400 versione standard passeggeri
  - -400M versione combi passeggeri/cargo
  - -400F versione standard cargo
  - -400BCF versione convertita da passeggeri a cargo
  - -400BDSF versione convertita da passeggeri a cargo
  - -400D versione per i voli domestici giapponesi passeggeri
  - -400ER versione extended range passeggeri
  - -400ERF versione extended range cargo

#### 747 Large Cargo Freighter

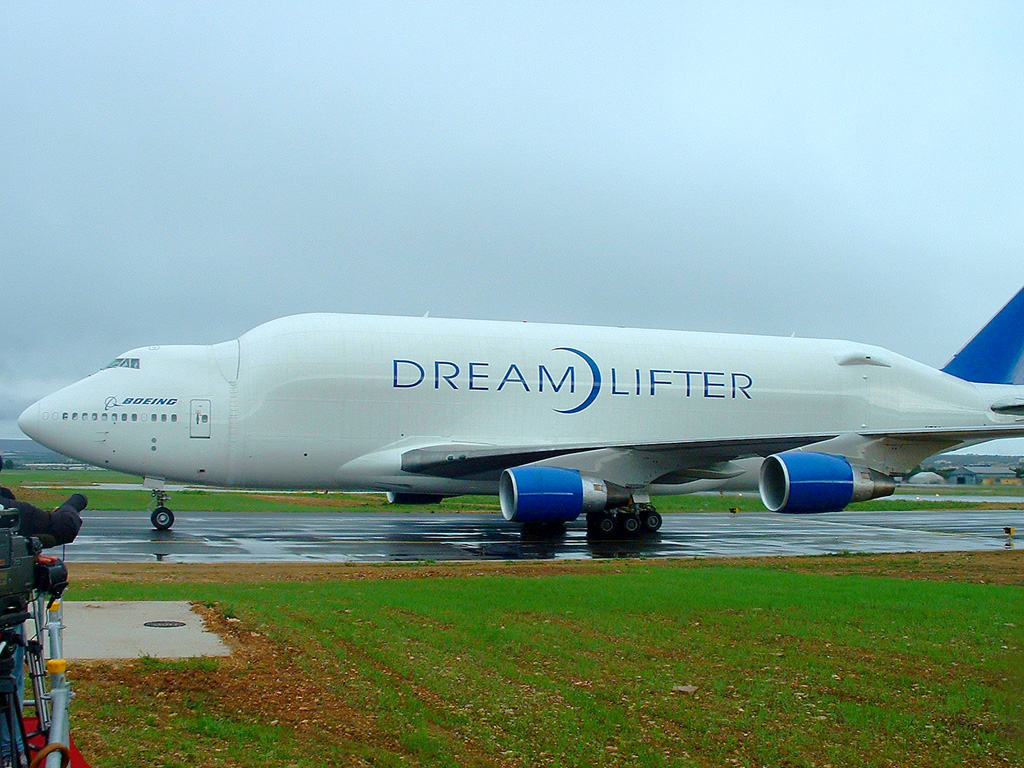
Il 747LCF con la fusoliera modificata sulla pista dell'aeroporto di Taranto-Grottaglie

Nell'ottobre del 2003 la Boeing annunciò che, a causa degli alti costi del trasporto marittimo, i pezzi del nuovo 787 sarebbero stati trasportati via aria. Un 747-400 passeggeri sarebbe stato convertito in uno speciale aereo cargo per trasportare le parti realizzate a Everett e destinate all'assemblaggio finale. La fusoliera presenta un rigonfiamento simile a quello del Super Guppy o dell'Airbus Beluga, già usati per trasportare le ali o le sezioni delle fusoliere. La conversione, progettata dagli uffici Boeing di Mosca, è stata realizzata a Taiwan da una sussidiaria dell'Evergreen Group. I primi due 747-400 LCF, acquistati dalla China Airlines, sono già stati modificati e sottoposti ai test per ottenere la certificazione.
I tempi di consegna delle ali, costruite in Giappone, si riducono dagli attuali 30 giorni a un solo giorno grazie al 747 LCF. La capacità di questa speciale versione è circa tre volte quella di un normale 747-400F.
Il 747-400 LCF denominato Dreamlifter, viene utilizzato anche per prelevare dall'Aeroporto di Taranto-Grottaglie, appositamente modificato nella lunghezza della pista e nelle strutture aeroportuali, le sezioni centrale e posteriore di fusoliera del 787 assemblate dal locale stabilimento Alenia Aeronautica. Il primo viaggio è avvenuto il 21 marzo 2007.
Velivoli comparabili
- Airbus A300-600ST Beluga (1994), 5 aerei sviluppati dall'Airbus A300-600
- Pregnant Guppy (1962), 1 aereo [N1024V] sviluppato dal Boeing 377 Stratocruiser
- Super Guppy (1965), 5 aerei [N1038V, N211AS, N212AS, F-GDSE, F-GEAI] sviluppati dal Boeing C-97 Stratofreighter
- Mini Guppy (1967), 2 aerei [N1037V, N111AS] sviluppati dal Boeing 377 Stratocruiser

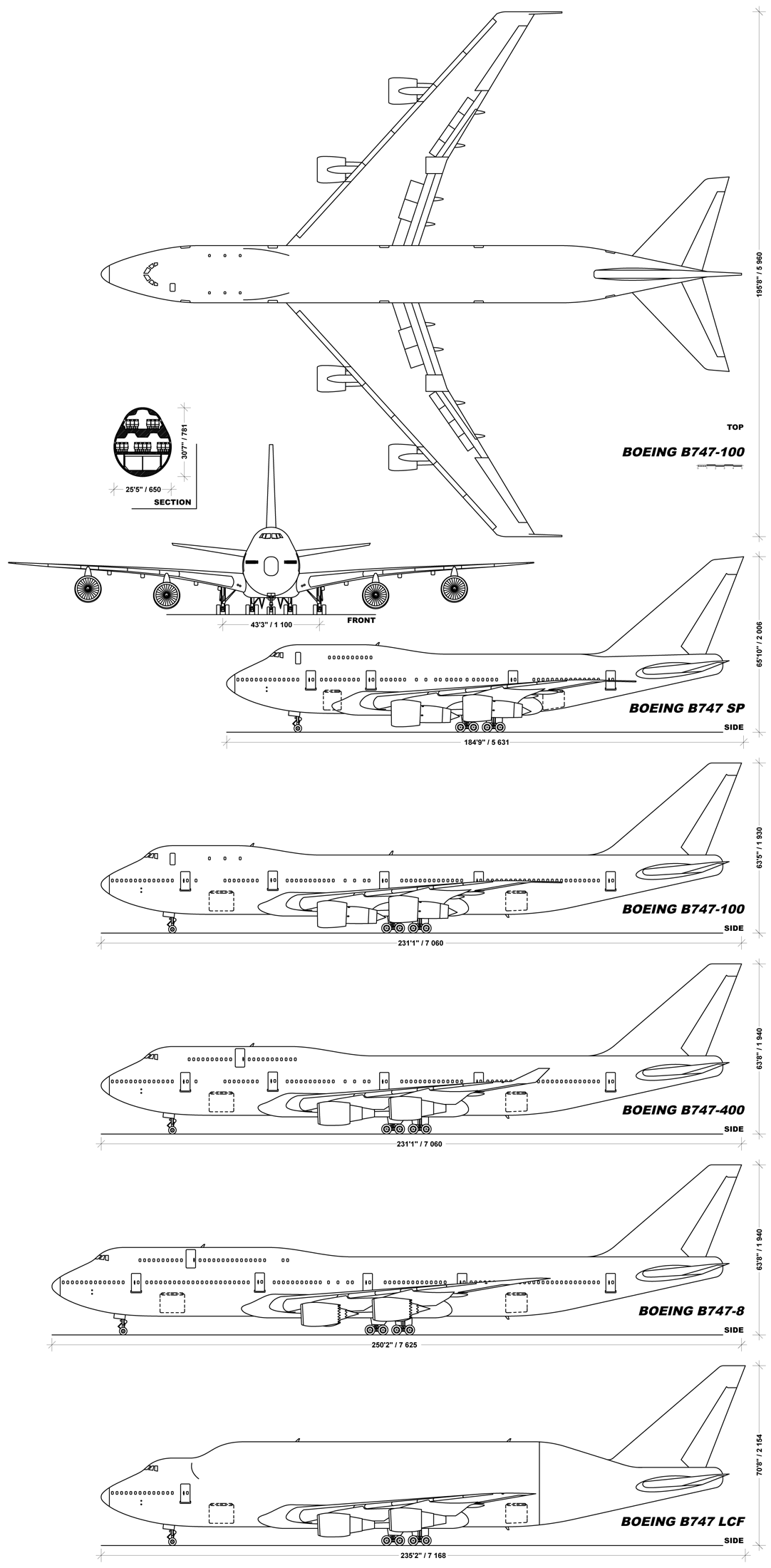
Diagramma dei 747-SP, -100, -400, -8, -LCF

### 747-8
Il 747-8xx è l'ultimo nato della famiglia del Boeing 747. Studiato e sviluppato partendo dal predecessore 747-400, sfrutta però le tecnologie costruttive e i motori del Boeing 787 Dreamliner, i General Electric GEnx 2B-67 di nuova generazione, che forniscono una spinta ancora più potente rispetto al passato, garantendo consumi di gran lunga più efficienti e un'autonomia fino a 14 815 km, circa un terzo in più. Viene proposto sia in versione passeggeri, il 747-8 Intercontinental, sia in versione cargo, il 747-8 Freighter.
Sono diverse le modifiche che, pur lasciando inalterata l'apparenza, hanno comportato un miglior rendimento e una maggiore manovrabilità, favorita anche dal profilo delle ali, completamente ridisegnate per aumentare la portanza. Differisce esternamente dal 747-400 per l'assenza delle winglet alle estremità alari e per le dimensioni di fusoliera leggermente maggiori: entrambe le versioni sono state allungate di 1,5 m nella sezione di fusoliera immediatamente dietro le ali e di 4,1 m nella sezione anteriore rispetto alle ali per la versione cargo, e all'altezza della "gobba" per la versione passeggeri.
La versione passeggeri trasporta fino a 467 passeggeri in configurazione a tre classi, 51 passeggeri in più della versione precedente, alla velocità di crociera di 0,855 Mach (1055,75 km/h). Il 747-8 può beneficiare della comunanza con il 747-400 per le parti di ricambio e l'addestramento, ottenendo quindi un'economia di esercizio. L'8 febbraio 2010, dopo quasi cinque anni dall'annuncio, ha fatto il suo primo volo il 747-8 Freighter, con un volo di tre ore e 39 minuti, toccando un'altitudine di 17 000 piedi e una velocità di 264 nodi. La versione passeggeri, il 747-8 Intercontinental, che è stata presentata al pubblico il 14 febbraio 2011 nello stabilimento Boeing di Everett nel corso di un evento denominato "Incredible, again", ha effettuato il primo volo il 20 marzo 2011, durato 4 ore e 25 minuti. A giugno 2013 la Boeing ha già ricevuto ordini per 65 unità nella versione cargo (Cargolux, Nippon Cargo Airlines, AirBridgeCargo Air, Cathay Pacific, Dubai Aerospace Enterprise, Emirates SkyCargo, Guggenheim, Korean Air) e 40 unità nella versione passeggeri (Lufthansa, cliente di lancio con 19 unità ordinate, Korean Air, Air China).

### Versioni passeggeri governative e militari e altre varianti

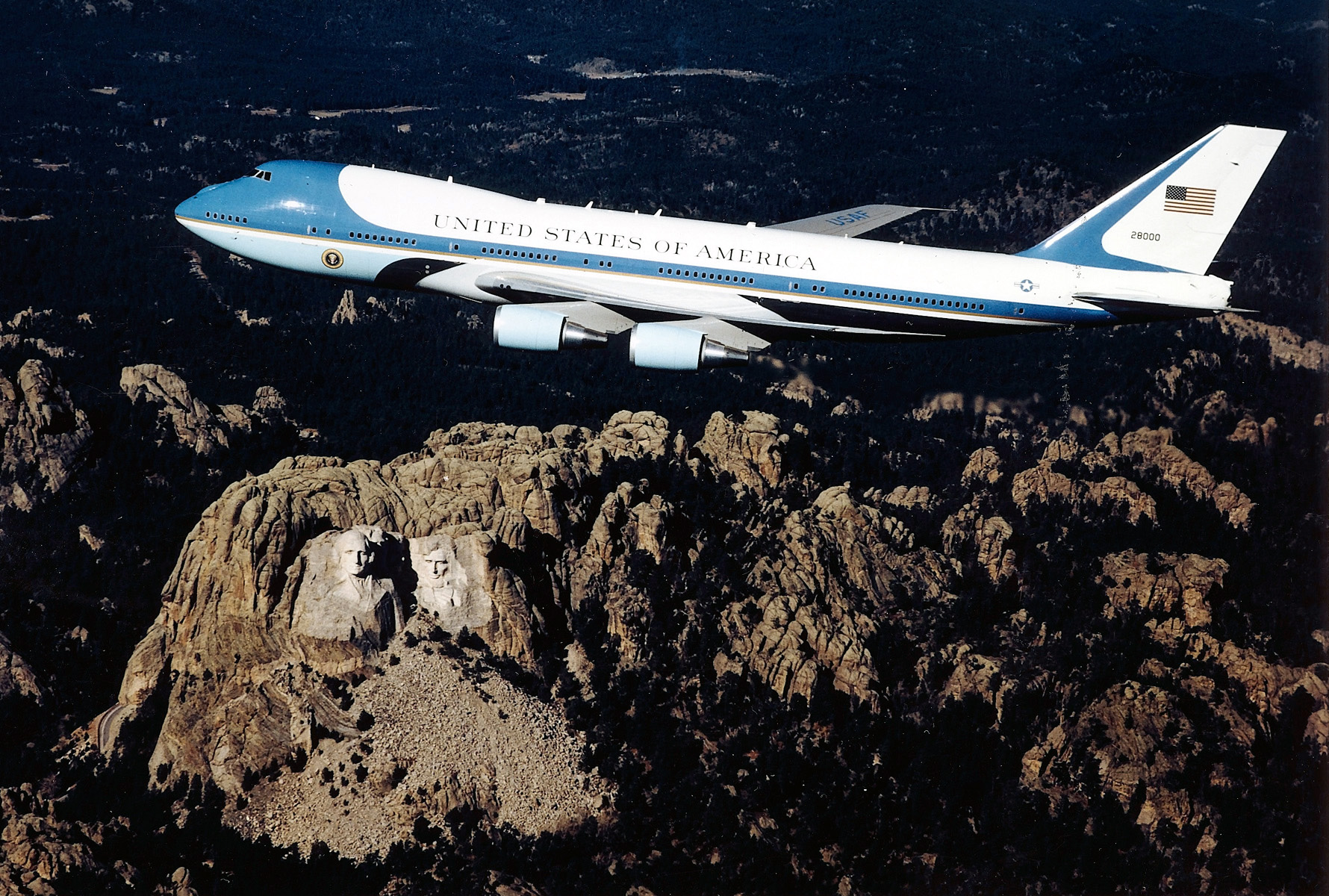
L'Air Force One in volo sopra il monte Rushmore.

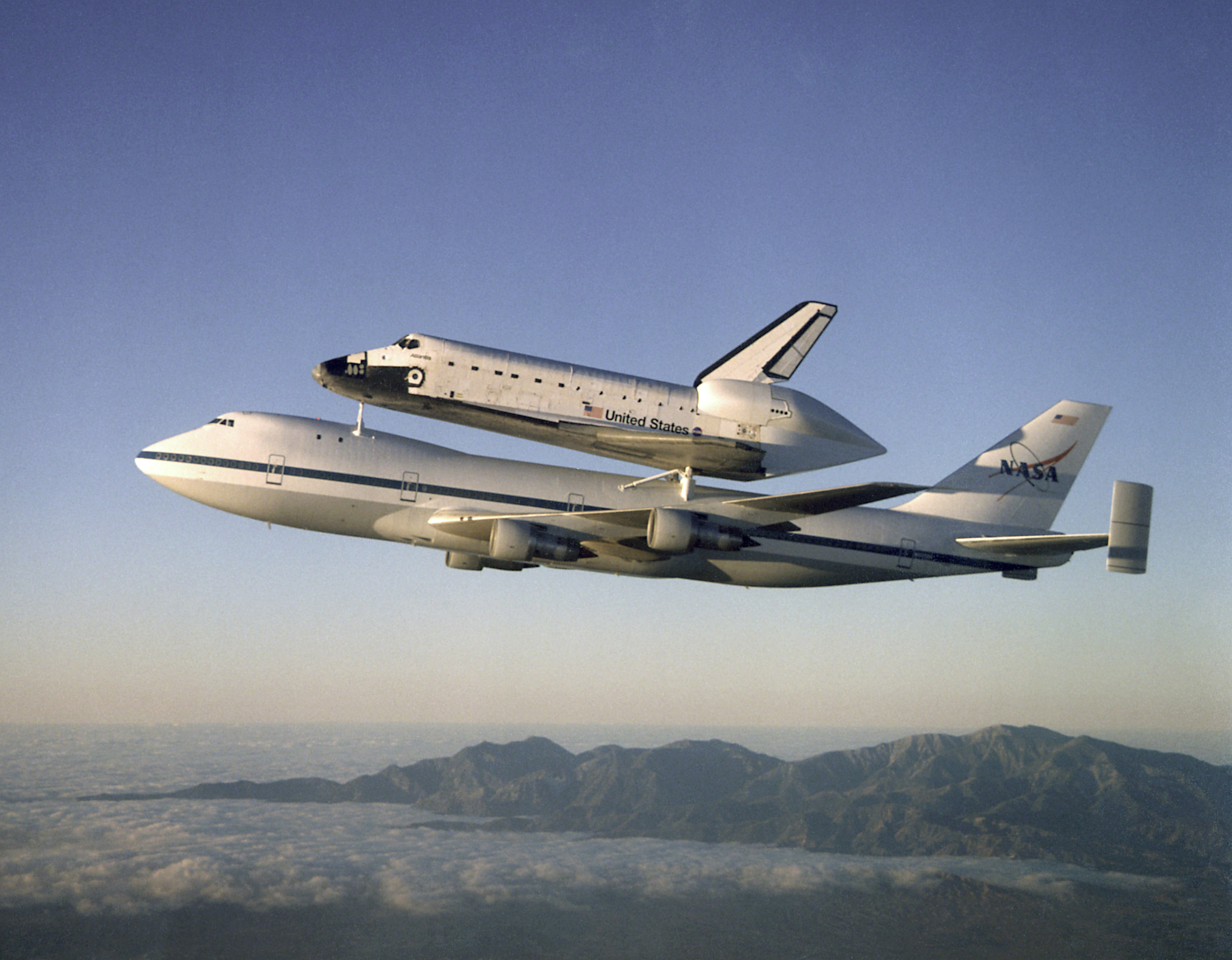
Il 747 SCA mentre trasporta lo Space Shuttle Atlantis.

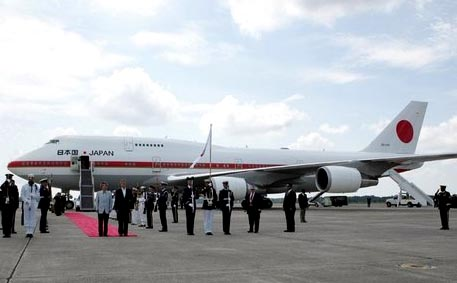
20-1101 Japanese Air Force One, uno dei due B747-400 personalizzato in uso della Kōkū Jieitai dal 1993

Benché il 747 sia un velivolo progettato per l'utilizzo civile, le sue caratteristiche hanno permesso di ricavarne alcune conversioni a uso governativo e militare.
- C-19: Designazione dei Boeing 747-100 modificati come CRAFT (Civil Reserve Air Fleet), cioè con più accessi e struttura rinforzata; grazie a questi accorgimenti possono essere convertiti in aerei militari, all'occorrenza e su ordine del Ministero della Difesa statunitense. Sono normalmente in servizio civile presso varie linee aeree, che ricevono sussidi governativi per compensare i costi dei 5 900 kg imposti dalle modifiche. Il 747 del volo PA 103, distrutto nella strage di Lockerbie, era uno di questi.[83]
- VC-25: In campo governativo il suo impiego più famoso è quello di "Air Force One", ovvero il call sign che viene dato a ogni velivolo delle forze armate che trasporta il Presidente degli Stati Uniti d'America. Basato sulla versione civile -200B, il primo esemplare venne consegnato nel 1990, anno in cui ha sostituito un altro velivolo realizzato dalla Boeing, il 707, introducendo alcune migliorie introdotte nel 747-400, come il ponte superiore più lungo e una motorizzazione più efficiente. Ne sono stati prodotti 2 esemplari, contrassegnati dai codici 28000 e 29000.[84] Il VC-25A, questa la designazione del velivolo, è al 2012 l'aereo[84] personale di Barack Obama, ma non è l'unico 747 a essere utilizzato da un capo di stato.
- E-4B: Boeing E-4 National Emergency Airborne Command Post ("Posto di comando aerotrasportato per le emergenze nazionali").
- YAL-1: Boeing YAL-1 Airborne Laser (ABL), è un laser aviotrasportato.
- SCA: Shuttle Carrier Aircraft modificato per trasportare lo Space Shuttle.
- VIP: Con il call sign Japanese Air Force One è identificato l'omologo 747 utilizzato dall'Imperatore del Giappone; in organico al Kōkū Jieitai, l'aeronautica militare di difesa dello stato nipponico, ha compiti simili a quello statunitense. Altri sono in uso in altre nazioni: Bahrein, Brunei, India, Iran, Giappone, Kuwait, Oman, Pakistan, Qatar, Saudi Arabia e Emirati Arabi Uniti.
- C-33: anche conosciuto come NDAA (Non-Developmental Airlift Aircraft) era un progetto studiato tra il 1994 e il 1995 dal Dipartimento della Difesa statunitense, per modificare i 747-400 in maniera simile ai 747-100 convertiti in C-19, in modo da non dover sviluppare un nuovo aereo per le sole esigenze militari. Il progetto venne accantonato, preferendogli l'acquisto di ulteriori C-17.[85]
- KC-33A: fu una proposta della Boeing per la fornitura di un velivolo per il rifornimento in volo nell'ambito del programma Advanced Cargo Transport Aircraft (ACTA), nel quale trovò come avversario il McDonnell Douglas KC-10 Extender che vinse l'appalto. Il KC-33A univa le caratteristiche di un'aerocisterna a quelle di un aereo da trasporto tattico, in grado di trasportare veicoli tra cui gli M113A3, ed era caratterizzato dalla parte anteriore della fusoliera sollevabile per facilitare le operazioni di carico e scarico.[86] In seguito alla preferenza data al KC-10 la Boeing abbandonò il progetto, ma l'Iran acquistò 4 esemplari convertiti in aerocisterne per dotare la Niru-ye Havayi-ye Artesh-e Jomhuri-ye Eslami-e Iran, la propria forza aerea, di un simile velivolo. A causa degli scarsi contatti con le realtà militari esterne al paese islamico e all'embargo statunitense non esistono molti dati sull'impiego operativo degli esemplari, presumibilmente utilizzati durante la guerra Iran-Iraq.
- 747 CMCA: Durante lo sviluppo del controverso bombardiere strategico B-1A Lancer, l'Air Force teorizzò di equipaggiare un 747 con dei piloni sub-alari e nicchie apribili sulla fusoliera, in modo da trasportare tra i 50 e i 100 missili cruise AGM-86 ALCM. La proposta non fu mai considerata seriamente, e venne rapidamente accantonata in favore dello sviluppo del B-1B.[87]
- 747 AAC: Il 747 Airborne Aircraft Carrier fu uno studio della Boeing su incarico delle forze aeree statunitensi, precisamente l'US Air Force Flight Dynamics Laboratory (USAF FDL) dei primi anni settanta. Il concetto dei "parasite fighters" risale alla prima guerra mondiale: utilizzando un altro aereo per trasportare aerei da caccia sul teatro delle operazioni, era possibile realizzare dei "microfighter", cioè caccia di ridotte dimensioni, con serbatoi e autonomia molto ridotti, ma capaci di trasportare quantità maggiori di armi grazie al peso risparmiato. La Boeing fu incaricata di studiare dei "microfighter" trasportabili dal Lockheed C-5A; ne progettò cinque versioni basate sulla stessa fusoliera, ma con diversa conformazione delle ali;[88] con l'evolvere del progetto, la Boeing arrivò a definire un solo tipo di caccia, e propose di utilizzare come aereo portaeromobili un 747-200 pesantemente modificato, il 747 AAC per l'appunto, teoricamente in grado di trasportare, rifornire, e accogliere al rientro dieci caccia, sia agganciati esternamente che alloggiati all'interno del velivolo.[89] Il progetto fu abbandonato prima di giungere allo stadio della costruzione di un prototipo.
- Boeing 747 Supertanker: speciale conversione da lotta aerea antincendio

### Riepilogo totale versioni
| Versione   | Ordinati | Consegnati | Da consegnare | Note                                               | Aerei particolari                       |
| ---------- | -------- | ---------- | ------------- | -------------------------------------------------- | --------------------------------------- |
| 747-100    | 167      | 167        |               |                                                    | Uno è lo Shuttle Carrier Aircraft       |
| 747-100B   | 9        | 9          |               | MTOW aumentato                                     |                                         |
| 747-100SR  | 29       | 29         |               | Variante Short Range                               | Uno è lo Shuttle Carrier Aircraft       |
| 747-200B   | 225      | 225        |               | MTOW aumentato                                     | Due sono i Boeing VC-25 (Air Force One) |
| 747-200C   | 13       | 13         |               | Variante Convertible (passeggeri o cargo)          |                                         |
| 747-200F   | 73       | 73         |               | Variante Freighter (cargo)                         |                                         |
| 747-200M   | 78       | 78         |               | Variante coMbination (passeggeri e cargo)          |                                         |
| 747-300    | 56       | 56         |               |                                                    |                                         |
| 747-300M   | 21       | 21         |               | Variante coMbination (passeggeri e cargo)          |                                         |
| 747-300SR  | 4        | 4          |               | Variante Short Range                               |                                         |
| 747-400    | 442      | 442        |               |                                                    | Due sono i Japanese Air Force One       |
| 747-400D   | 19       | 19         |               | Variante Domestic                                  |                                         |
| 747-400ER  | 6        | 6          |               | Variante Extended Range                            |                                         |
| 747-400ERF | 40       | 40         |               | Variante Extended Range Freighter (cargo)          |                                         |
| 747-400F   | 126      | 126        |               | Variante Freighter (cargo)                         | Uno è il Boeing YAL-1                   |
| 747-400M   | 61       | 61         |               | Variante coMbination (passeggeri e cargo)          |                                         |
| 747-8I     | 47       | 47         |               | Variante Intercontinental (passeggeri)             |                                         |
| 747-8F     | 107      | 89         | 0             | Variante Freighter (cargo)                         |                                         |
| 747-E4A    | 3        | 3          |               | Versione militare del 747-200                      | Boeing E-4                              |
| 747-E4B    | 1        | 1          |               | Versione militare del 747-200                      | Boeing E-4                              |
| 747-SP     | 45       | 45         |               | Variante Special Performance, un 747-100 più corto | Uno è il SOFIA                          |
| 747 Totale | 1572     | 1554       | 18            |                                                    |                                         |

### Versioni non sviluppate
La Boeing nel corso degli anni ha progettato una serie di versioni che non hanno mai raggiunto la fase di sviluppo.

#### 747 Trijet
Tra la fine degli anni sessanta e l'inizio degli anni settanta, la Boeing studiò lo sviluppo di un 747 più corto dotato di tre motori, per competere con i più piccoli Lockheed L-1011 TriStar e McDonnell Douglas DC-10, rispetto ai quali avrebbe avuto maggiore raggio, carico utile e capacità di passeggeri. Il motore centrale sarebbe stato collocato nella coda con una soluzione simile a quella adottata per lo L-1011. Tuttavia, studi successivi dimostrarono che si sarebbe reso necessario un disegno completamente diverso delle ali, ma poiché mantenere la manovrabilità invariata era una prerogativa importante per minimizzare i costi di ri-addestramento dei piloti, la Boeing decise di concentrarsi su una versione a quattro motori più corta. Il risultato della decisione fu poi il 747-SP. Dal 1990 è il Boeing 777 a occupare l'area di mercato inizialmente destinata al 747-Trijet.

#### 747-500X, -600X e 700X
La Boeing annunciò al Farnborough Airshow del 1996 il Boeing 747-500X e -600X. I modelli combinavano la fusoliera del 747 con un nuovo disegno dell'ala (77 metri) derivato dal 777. Gli altri cambiamenti comprendevano motori più potenti e un maggiore numero di ruote (da 2 a 4 per il carrello anteriore e da 16 a 20 per la parte posteriore). Il progetto del 747-500X prevedeva una fusoliera allungata di 5,5 metri per una lunghezza totale di 76,2 metri, una capacità di 462 passeggeri e un raggio di 16 100 chilometri. Il 747-600X doveva essere ancora più lungo (85 metri) con una capacità di 548 passeggeri e un raggio di 14 300 chilometri. Un terzo progetto, il 747-700X combinava l'ala del 747-600X con una fusoliera allargata e avrebbe dovuto trasportare 650 passeggeri per distanze simili a quelle coperte da un 747-400. Il costo totale per i cambiamenti si aggirava intorno ai 5 miliardi di dollari, ma la Boeing non riuscì ad attrarre abbastanza interesse da rendere economicamente sostenibile lo sviluppo delle varianti.

## Dati tecnici
| Versione                                | 747-100                                      | 747-100SR                          | 747SP                              | 747-200B                                        | 747-200F                                        | 747-300                             | 747-300SR                           | 747-400                          | 747-400F                         | 747-400ER                        |
| --------------------------------------- | -------------------------------------------- | ---------------------------------- | ---------------------------------- | ----------------------------------------------- | ----------------------------------------------- | ----------------------------------- | ----------------------------------- | -------------------------------- | -------------------------------- | -------------------------------- |
| Codice ICAO                             | B741                                         | B74R                               | N74S                               | B742                                            | B742                                            | B743                                | B74R                                | B744                             | B744                             | B744                             |
| Codice IATA                             | 741                                          | 74R                                | 74L                                | 742                                             | 74X                                             | 743                                 | 74R                                 | 744                              | 744Y                             | 744                              |
| Equipaggio in cabina di pilotaggio      | 2 piloti e 1 ingegnere di volo               | 2 piloti e 1 ingegnere di volo     | 2 piloti e 1 ingegnere di volo     | 2 piloti e 1 ingegnere di volo                  | 2 piloti e 1 ingegnere di volo                  | 2 piloti e 1 ingegnere di volo      | 2 piloti e 1 ingegnere di volo      | 2 piloti                         | 2 piloti                         | 2 piloti                         |
| Capacità massima passeggeri             | 550                                          | 550                                | 400                                | 550                                             | Cargo                                           | 660                                 | 660                                 | 660                              | Cargo                            | 660                              |
| Lunghezza totale                        | 70,40 m                                      | 70,40 m                            | 56,31 m                            | 70,40 m                                         | 70,40 m                                         | 70,40 m                             | 70,40 m                             | 70,67 m                          | 70,67 m                          | 70,67 m                          |
| Diametro massimo cabina                 | 6,10 m                                       | 6,10 m                             | 6,10 m                             | 6,10 m                                          | 6,10 m                                          | 6,10 m                              | 6,10 m                              | 6,10 m                           | 6,10 m                           | 6,10 m                           |
| Diametro massimo fusoliera              | 6,50 m                                       | 6,50 m                             | 6,50 m                             | 6,50 m                                          | 6,50 m                                          | 6,50 m                              | 6,50 m                              | 6,50 m                           | 6,50 m                           | 6,50 m                           |
| Larghezza piano orizzontale             | 22,17 m                                      | 22,17 m                            | 25,22 m                            | 22,17 m                                         | 22,17 m                                         | 22,17 m                             | 22,17 m                             | 22,17 m                          | 22,17 m                          | 22,17 m                          |
| Apertura alare                          | 59,64 m                                      | 59,64 m                            | 59,64 m                            | 59,64 m                                         | 59,64 m                                         | 59,64 m                             | 59,64 m                             | 64,92 m                          | 64,92 m                          | 64,92 m                          |
| Superficie alare                        | 511,0 m²                                     | 511,0 m²                           | 511,0 m²                           | 511,0 m²                                        | 511,0 m²                                        | 511,0 m²                            | 511,0 m²                            | 525,0 m²                         | 525,0 m²                         | 525,0 m²                         |
| Freccia alare                           | 37,5°                                        | 37,5°                              | 37,5°                              | 37,5°                                           | 37,5°                                           | 37,5°                               | 37,5°                               | 37,5°                            | 37,5°                            | 37,5°                            |
| Altezza fusoliera (sulla "gobba")       | 10,39 m                                      | 10,39 m                            | 10,05 m                            | 10,39 m                                         | 10,39 m                                         | 10,39 m                             | 10,39 m                             | 10,23 m                          | 10,23 m                          | 10,25 m                          |
| Altezza totale                          | 19,58 m                                      | 19,58 m                            | 20,06 m                            | 19,58 m                                         | 19,71 m                                         | 19,58 m                             | 19,58 m                             | 19,51 m                          | 19,54 m                          | 19,59 m                          |
| Passo                                   | 24,08 m (WLG) 27,15 m (BLG)                  | 24,08 m (WLG) 27,15 m (BLG)        | 18,98 m (WLG) 22,05 m (BLG)        | 24,08 m (WLG) 27,15 m (BLG)                     | 24,08 m (WLG) 27,15 m (BLG)                     | 24,08 m (WLG) 27,15 m (BLG)         | 24,08 m (WLG) 27,15 m (BLG)         | 24,06 m (WLG) 27,13 m (BLG)      | 24,06 m (WLG) 27,13 m (BLG)      | 24,06 m (WLG) 27,13 m (BLG)      |
| Peso operativo a vuoto (OEW)            | 171 840 kg                                   | 162 890 kg                         | 147 970 kg                         | 170 600 kg                                      | 156 610 kg                                      | 173 030 kg                          | 164 640 kg                          | 179 752 kg                       | 166 052 kg                       | 184 567 kg                       |
| Peso massimo senza carburante (MZFW)    | 247 170 kg                                   | 219 950 kg                         | 185 940 kg                         | 238 780 kg                                      | 267 560 kg                                      | 238 780 kg                          | 244 490 kg                          | 247 208 kg                       | 288 031 kg                       | 251 744 kg                       |
| Peso massimo durante il rullaggio (MTW) | 341 500 kg                                   | 273 500 kg                         | 318 800 kg                         | 379 100 kg                                      | 379 100 kg                                      | 341 500 kg                          | 273 500 kg                          | 397 801 kg                       | 397 801 kg                       | 414 130 kg                       |
| Peso massimo al decollo (MTOW)          | 340 100 kg                                   | 272 100 kg                         | 315 600 kg                         | 377 800 kg                                      | 377 800 kg                                      | 340 100 kg                          | 272 100 kg                          | 396 894 kg                       | 396 894 kg                       | 412 770 kg                       |
| Peso massimo all'atterraggio (MLW)      | 265 300 kg                                   | 255 800 kg                         | 204 100 kg                         | 285 700 kg                                      | 285 700 kg                                      | 255 800 kg                          | 242 630 kg                          | 285 764 kg                       | 302 093 kg                       | 295 743 kg                       |
| Carico utile massimo                    | 75 330 kg                                    | 57 060 kg                          | 37 970 kg                          | 68 180 kg                                       | 110 960 kg                                      | 65 750 kg                           | 59 850 kg                           | 67 457 kg                        | 121 948 kg                       | 67 177 kg                        |
| Capacità cargo                          | 178,0 m³                                     | 178,0 m³                           | 110,0 m³                           | 178,0 m³                                        | 695,0 m³                                        | 178,0 m³                            | 178,0 m³                            | 181,0 m³                         | 702,0 m³                         | 151,0 m³                         |
| Capacità massima carburante             | 181 950 L                                    | 183 360 L                          | 184 630 L                          | 198 370 L                                       | 198 370 L                                       | 183 350 L                           | 183 350 L                           | 216 824 L                        | 216 824 L                        | 240 196 L                        |
| Velocità di crociera                    | 0,86 Mach (1 061,92 km/h)                    | 0,86 Mach (1 061,92 km/h)          | 0,86 Mach (1 061,92 km/h)          | 0,86 Mach (1 061,92 km/h)                       | 0,86 Mach (1 061,92 km/h)                       | 0,86 Mach (1 061,92 km/h)           | 0,86 Mach (1 061,92 km/h)           | 0,86 Mach (1 061,92 km/h)        | 0,86 Mach (1 061,92 km/h)        | 0,86 Mach (1 061,92 km/h)        |
| Velocità massima                        | 0,92 Mach (1 136,02 km/h)                    | 0,92 Mach (1 136,02 km/h)          | 0,92 Mach (1 136,02 km/h)          | 0,92 Mach (1 136,02 km/h)                       | 0,92 Mach (1 136,02 km/h)                       | 0,92 Mach (1 136,02 km/h)           | 0,92 Mach (1 136,02 km/h)           | 0,92 Mach (1 136,02 km/h)        | 0,92 Mach (1 136,02 km/h)        | 0,92 Mach (1 136,02 km/h)        |
| Autonomia                               | 4 620 nmi 8 560 km                           | 4 000 nmi 7 410 km                 | 5 830 nmi 10 800 km                | 6 560 nmi 12 150 km                             | 3 615 nmi 6 700 km                              | 6 330 nmi 11 720 km                 | 4 000 nmi 7 410 km                  | 7 285 nmi 13 490 km              | 3 110 nmi 5 760 km               | 7 585 nmi 14 045 km              |
| Quota di tangenza                       | 45100 ft (13750 m)                           | 45100 ft (13750 m)                 | 45100 ft (13750 m)                 | 45100 ft (13750 m)                              | 45100 ft (13750 m)                              | 45100 ft (13750 m)                  | 45100 ft (13750 m)                  | 45100 ft (13750 m)               | 45100 ft (13750 m)               | 45100 ft (13750 m)               |
| Motori (x4)                             | GE CF6-45A PW JT9D-3A PW JT9D-7A RB211-524B2 | GE CF6-45A2 PW JT9D-7J RB211-524C2 | GE CF6-45A2 PW JT9D-7J RB211-524C2 | GE CF6-50E1 PW JT9D-3AW PW JT9D-70A RB211-524C2 | GE CF6-50E1 PW JT9D-3AW PW JT9D-70A RB211-524C2 | GE CF6-50E2 PW JT9D-7R4 RB211-524D4 | GE CF6-50E2 PW JT9D-7R4 RB211-524D4 | GE CF6-80C2B1 PW4056 RB211-524G2 | GE CF6-80C2B1 PW4056 RB211-524G2 | GE CF6-80C2B5 PW4062 RB211-524H8 |
| Spinta (x4)                             | 192-202 kN 162-193 kN 178-205 kN 199-218 kN  | 192-202 kN 179-216 kN 205-225 kN   | 192-202 kN 179-216 kN 205-225 kN   | 206-230 kN 193-200 kN 197-227 kN 205-225 kN     | 206-230 kN 193-200 kN 197-227 kN 205-225 kN     | 206-230 kN 223-243 kN 210-231 kN    | 206-230 kN 223-243 kN 210-231 kN    | 220-249 kN 213-252 kN 214-258 kN | 220-249 kN 213-252 kN 214-258 kN | 222-267 kN 224-275 kN 214-270 kN |

## Utilizzatori
Al gennaio 2024, dei 1 572 esemplari consegnati, 430 sono operativi. Il Boeing 747 non è più in produzione, tutti i velivoli ordinati sono stati consegnati.

### Civili
Gli utilizzatori principali sono:
- Atlas Air (53 esemplari)
- UPS Airlines (42 esemplari)
- Cargolux (29 esemplari)
- Lufthansa (27 esemplari)
- Kalitta Air (24 esemplari)
- Cathay Pacific (20 esemplari)
- Korean Air (20 esemplari)
- AirBridgeCargo Airlines (13 esemplari)
- China Airlines (13 esemplari)
- Silk Way West Airlines (12 esemplari)
- Asiana Airlines (11 esemplari)
- Air China (10 esemplari)
- National Airlines (9 esemplari)
- Nippon Cargo Airlines (8 esemplari)
- Aerotranscargo (7 esemplari)
- Singapore Airlines (7 esemplari)
- Saudi Arabian Airlines (6 esemplari)
- ACT Airlines (5 esemplari)
- ASL Airlines Belgium (5 esemplari)
- Polar Air Cargo (5 esemplari)
- Rossija Airlines (5 esemplari)
- Terra Avia (5 esemplari)
- Air ACT (4 esemplari)
- Martinair (4 esemplari)

### Governativi e militari
Gli utilizzatori sono:
- Governo degli Stati Uniti d'America (8 esemplari)
- Dubai Air Wing (4 esemplari)
- Royal Flight of Oman (3 esemplari)
- Qatar Amiri Flight (3 esemplari)
- Bahrain Royal Flight (2 esemplari)
- Forza Aerea dell'Iran (2 esemplari)
- Governo dell'Arabia Saudita (2 esemplari)
- Governo del Marocco (2 esemplari)
- Governo del Brunei (1 esemplare)
- Governo della Corea del Sud (1 esemplare)
- Governo dell'Egitto (1 esemplare)
- Governo del Kuwait (1 esemplare)
- Governo della Turchia (1 esemplare)

## Esemplari ritirati

### Musei
Mentre un numero sempre maggiore di "classici" 747 delle serie -100 e -200 venivano via via ritirati dal servizio, molti di questi modelli trovarono una loro utilità all'interno di musei o in altri usi. Il primo prototipo di 747, battezzato "City of Everett" si trova al Museum of Flight vicino a Seattle, nello Stato di Washington, dove è occasionalmente prestato alla Boeing che vi effettua diversi test.
Altri 747 in mostra si possono trovare al National Aviation Theme Park Aviodrome a Lelystad, nei Paesi Bassi; al Qantas Founders Outback Museum a Longreach, nel Queensland, in Australia; all'Aeroporto Rand a Johannesburg, in Sudafrica; al Technikmuseum Speyer, a Spira, in Germania; al Musée de l'air et de l'espace, a Parigi, in Francia; alla Tehran Aerospace Exhibition, a Teheran, in Iran; al Jeongseok Aviation Center, a Jeju, nella Corea del Sud Evergreen Aviation & Space Museum, McMinnville, Oregon, and the National Air and Space Museum, Washington, D.C.

### Altri usi
Successivamente al suo ritiro dal servizio, il secondo 747 prodotto fu disassemblato e trasportato a Namyangju nella provincia di Gyeonggi, nella Corea del Sud, dove fu ri-assemblato, ridipinto in una livrea simile a quella dell'Air Force One e trasformato in un ristorante. L'aereo aveva volato per Pan Am come N747PA Clipper Juan T. Trippe e, dopo essere stato riparato a seguito di un tailstrike volò con la compagnia fino alla bancarotta di quest'ultima. Il ristorante è stato chiuso nel 2009 e l'aereo venne demolito nel 2010.
Un 747-200B appartenuto alla British Airways (G-BDXJ), è parcheggiato al Dunsfold Park, nel Surrey, in Inghilterra ed è stato utilizzato come set per diversi film, tra cui Casino Royale.
Il Jumbo Stay è invece un ostello che utilizza un Boeing 747-200, aperto all'Aeroporto di Stoccolma-Arlanda il 15 gennaio 2009.
Le ali di un 747 sono state riciclate come tetto per una casa a Malibù. L'ultimo 747-400 di British Airways (G-BYGC) è conservato in livrea BOAC presso eCube Solutions al business park Bro Tathan, in Galles.

## Cultura di massa
- A partire dal suo debutto il 747 diventò velocemente un'icona di status partecipando anche a diverse produzioni cinematografiche come la serie di film catastrofici Airport, Air Force One e Decisione critica.
- L'aereo entrò nel lessico comune come l'originale Jumbo Jet, termine coniato dai media per descriverne le dimensioni. Venne inoltre ribattezzato Regina dei cieli.
- Vi è un riferimento al 747 nella canzone Let's groove del gruppo Earth, Wind & Fire. Anche il gruppo inglese Saxon lo nomina nel brano 747 (Strangers In The Night). Viene citato inoltre nella famosa canzone Song 2 del gruppo Blur ("I got my head checked by a jumbo jet"). In Italia, il 747 è citato in chiave metaforica nel brano Tu mi porti su di Giorgia del 2012.
- Nel romanzo L'uomo che mangiò il 747 di Ben Sherwood, un personaggio tenta la bizzarra impresa di mangiare l'aereo.
- Il Boeing 747, nella versione 200B, è tra i velivoli pilotabili nel videogioco Ace Combat: Joint Assault.[117] Fa inoltre la sua comparsa, in versione 400, in Ace Combat 5: Squadron Leader e in X-Plane 11. Inoltre è presente in tutte le uscite del simulatore di volo Microsoft Flight Simulator dalla versione -100 alla -400 per FS2004 e anche 747-800i per FSX ed è disponibile sia come aereo di default che come add-on. Tra gli add-on più usati e con maggior numero di livree e realismo vi è quello della PMDG, compagnia leader nel settore, è nota soprattutto per la qualità dei propri prodotti, sia in fatto di estetica che in fatto di simulazione, raggiungendo livelli di realismo che rasentano la realtà. L'aereo infine compare anche nel videogioco Grand Theft Auto V nel "Los Santos International Airport" (una parodia del LAX) rinominato "Jet".

### Testi di riferimento
- Clive Irving, Wide-body: the making of the Boeing 747, London, Coronet, 1994, ISBN 0-340-59983-9.
- Dennis R. Jenkins, Boeing 747-100/200/300/SP, North Branch, MN Shrewsbury, Specialty Press Publishers, 2000, ISBN 1-58007-026-4.
- Guy Norris, Mark Wagner, Boeing 747: design and development since 1969, Osceola, WI, USA, Motorbooks International, 1997, ISBN 0-7603-0280-4.
- Bill Norton, Lockheed Martin C-5 Galaxy, North Branch, MN, Specialty Press Publishers and Wholesalers, 2003, ISBN 1-58007-061-2.
- Christopher Orlebar, The Concorde story, London, Osprey Aerospace, 1997, ISBN 1-85532-667-1.
- Joseph Sutter, 747: creating the world's first jumbo jet and other adventures from a life in aviation, New York, Smithsonian Collins, 2006, ISBN 978-0-06-088241-9.

### Altri testi
- Bowers, Peter M. Boeing aircraft since 1916. London: Putnam Aeronautical Books, 1989. ISBN 0-85177-804-6.
- Kane, Robert M. Air Transportation. Dubuque, IA: Kendall Hunt Publishing Company, 2003. ISBN 0-7575-3180-6.
- Lawrence, Philip K. and David Weldon Thornton. Deep Stall: The Turbulent Story of Boeing Commercial Airplanes. Burlington, VT: Ashgate Publishing Co., 2005, ISBN 0-7546-4626-2.
- Shaw, Robbie. Boeing 747 (Osprey Civil Aircraft series). London: Osprey, 1994. ISBN 1-85532-420-2.
- Wilson, Stewart. Airliners of the World. Fyshwick, Australia: Aerospace Publications Pty Ltd., 1999. ISBN 1-875671-44-7.

### Siti web
- boeing.com, 747 Model Orders and Deliveries data, su active.boeing.com, boeing.com. URL consultato il 6 settembre 2013 (archiviato dall'url originale il 28 settembre 2018).